# لكزس إل إس
لكزس إل إس (بالإنجليزية: Lexus LS)‏ (اليابانية: レクサス・LS) هي سيارة فارهة كبيرة، تُعتبر راية شركة لكزس (الفرع الفاخر لشركة تويوتا).
صنع أربعة أجيال من طراز إل إس ذو الدفع الخلفي والمزود بمحرك (V8). كانَ طراز إل إس 400 سنة 1989 هو أول طراز تنتجه الشركة ثمَّ توالت بعده الأجيال التي حرصت لكزس على تقديم كلّ ماهو جديد في الرفاهيَّة والتقنيَّة الحديثة ووسائل الأمان. تُعتبر لكزس إل إس من أفخر طرازات السيَّارات حول العالم وهي تنافس بذالك المرسيدس حيثُ شهدت نجاحاً منذُ إطلاقها عام 1989م نجاحاً ساحقاً خصوصاً في منطقة الخليج العربي والولايات المتحدة التي أستحوذت على حوالي 2% من سوق السيَّارات بها.
أطلق الجيل الرابع عام 2006م، وكان أول طراز يتوفر بقاعدة إطارات طويلة في لكزس. وبداية من عام 2008م، ظهرت نسخة الدفع الرباعي، كما ظهرت النسخة الهجينة. التي زُودت بأحدث تقنيات لكزس مثل ناقل الحركة الآلي ثماني السرعات وإمكانيَّة الإيقاف الآلي.
تصنع سيارة لكزس إل إس منذ البداية في مدينة تاهارا اليابانية، ويُرمز "LS" إلى «سيدان فاخرة» (بالإنجليزية: Luxury Sedan)‏‏،  على الرغم من استخدام بعض مستوردي لكزس الاسم الخلفي «صالون فاخر» (بالإنجليزية: Luxury Saloon)‏‏.

## الجيل الأول (XF10؛ 1989)

### 1989 إلى 1992
في أغسطس 1983، بدأَ رئيس شركة تويوتا إيجي تويودا [الإنجليزية] مشروع F1 السيارة «الرائدة» و«رقم 1»؛ وبدلاً من ذلك أطلق عليهِ مشروع "Circle-F"، كجهد سري يهدف إلى إنتاج سيارة سيدان فاخرة عالمية المستوى في الأسواق. ولم يحدد لتطوير F1 ميزانية مُحدَّدة أو قيود زمنية، ولم تستخدم السيارة الناتجة منصات أو أجزاء تويوتا الحالية. وسعى كبير المُهندسين «إيتشيرو سوزوكي» إلى تطوير تصميم جديد تمامًا، بهدف تجاوز سيارات السيدان الرائدة الأمريكيَّة والأوروبيّة المُنافسة في مناطق مستهدفة محددة، بما في ذلك الديناميكا الهوائية، وهدوء المقصورة، والسرعة القصوى الإجمالية، وكفاءة استهلاك الوقود. وأثناء التطوير عمل 60 مصممًا مع 1400 مهندس في 24 فريقًا و2300 فني وأكثر من 200 عامل دعم،  على بناءً ما يقرب من 450 نموذجًا أوليًا، و900 نموذجًا أوليًا للمحرك. وسجلت الفرق 2.7 مليون كيلومتر (1.7×106 ميل) من الاختبارات في مواقع في طرق أوروبا الشتوية وصحاري أريزونا وفي أُستراليا والمملكة العربية السعودية، وفي الطرق السريعة في الولايات المتَّحدة والمناطق البرية.
في مايو 1985، بدأَ المصممون العمل في مشروع F1، وفي أواخر عام 1985 قدم المصممون نماذج الدراسة الخارجيَّة الأولى إلى إدارة الفورمولا 1، وَالتي تتميز بتصميم يشبه السيارة الرياضية مع غطاء المحرك المنخفض والملف الجانبي الضيق الأمامي. وبحلول عام 1986 استخدمت سيارة السيدان تصميمًا ثلاثي الصناديق مع وضع قائم وشبكة أكثر بروزًا وجسم بلونين. وبحلول عام 1986 صنعت علامة لكزس لدعم إطلاق السيارة السيدان الرائدة،  وأصبحت السيارة تُعرف باسمِ لكزس إل إس. انفق أكثر من 1 مليار دولار أمريكيّ في نفقات التطوير، والموافقات على التصميم النهائي لإنتاج لكزس إل إس 400 (رمز الهيكل UCF10) في مايو 1987 مع التقدم بالطلب للحصول على براءات اختراع للتصميم في 20 فبراير 1987 و13 مايو 1987.
في يناير 1989 ظهرت إل إس 400 لأول مرَّة كطراز عام 1990 في معرض أمريكا الشمالية الدولي للسيارات، في ديترويت، ميشيغان. وبدأ الإنتاج في 15 مايو 1989 مع مغادرة أول شحنات موانئ اليابان إلى الولايات المتَّحدة الأمريكيَّة في أواخر يونيو 1989. وكانت السيَّارات الأولى متاحة في أغسطس 1989 وبدأت المبيعات الأمريكيَّة رسميًا في 1 سبتمبر 1989، تلتها صادرات محدودة إلى أُستراليا وكندا والمملكة المتَّحدة بدءًا من عام 1990. وكان محرك إل إس 400 الجديد سعة 4.0 لتر "1UZ-FE" ب 32 صمامًا وثماني أسطوانات، قادر على 190 كيلوواط (250 حصان) و353 نيوتن لكل متر (260 قدم·رطلق) من عزم الدوران،  وكان مرتبطًا بناقل حركة أوتوماتيكي جديد رباعي السرعات مع ناقل حركة إلكتروني متحكم فيه ECT-i، ومحول عزم دوران فائق التدفق، وترس تفاضلي خلفي. واستخدم الهيكل ذراعًا علويًا مستقلًا ومرتفعًا  تعليقًا مزدوجًا لتعليق عظم الترقوة،  مع ممتص صدمات ثنائي الأنبوب، وكان نظام التعليق الهوائي السلبي اختياريًا. وتنطلق خِلال 8.5 ثانية إلى 100 كيلومتر في الساعة (62 ميل/س)، وكانت سرعتها القصوى 250 كم/س (160 ميل/س).
مقارنةً بالهدف المنافس بي إم دبليو النسخة 7 (إي32) ومرسيدس بنز دبليو 126، كانَ لدى إل إس 400 مقصورة أكثر هدوءًا. وعند تقديمها في عام 1989 فازت بجائزة سيارة العام في اليابان.
كانت إل إس 400 من بين أولى سيارات السيدان الفاخرة التي تتميز بعجلة قيادة أوتوماتيكية قابلة للإمالة والتلسكوب مع وسادة هوائية SRS، وأحزمة أمان للكتف قابلة للتعديل كهربائياً، ومرآة رؤية خلفية كهرلونية. وتَضمّنَت المقصورة التي تتسع لخمسة ركاب حواف من خشب الجوز والجلد، ومقاعد قابلة للتعديل كهربائياً، وأدوات تحكم ناعمة الملمس. وتتميّز مجموعة عدادات الإنارة الكهربائيّة ذات الإضاءة الخلفية بتأثير بصري ثلاثي الأبعاد، مع أضواء مؤشر مسقطة على لوحة العدادات. ويخزن نظام الذاكرة أوضاع مقعد السائق والمرايا الجانبيّة وعجلة القيادة وحزام المقعد. وتَضمّنَت الخيارات الفاخرة المُتوفرة نظام صوت ناكاميشي المتميز وهاتف خلوي متكامل مزود بإمكانيات لا تتطلب استخدام اليدين. وأحتوت إل إس 400 أيضًا على حوالي 300 ابتكار تكنولوجي لِلمُساعدة في التشغيل السلس والصامت، بما في ذلك تركيبات المقصورة المبللة بالسوائل،  وحوامل المطاط العازلة للاهتزاز، وانسيابية تدفق الهواء،  وألواح الهيكل الفولاذية.

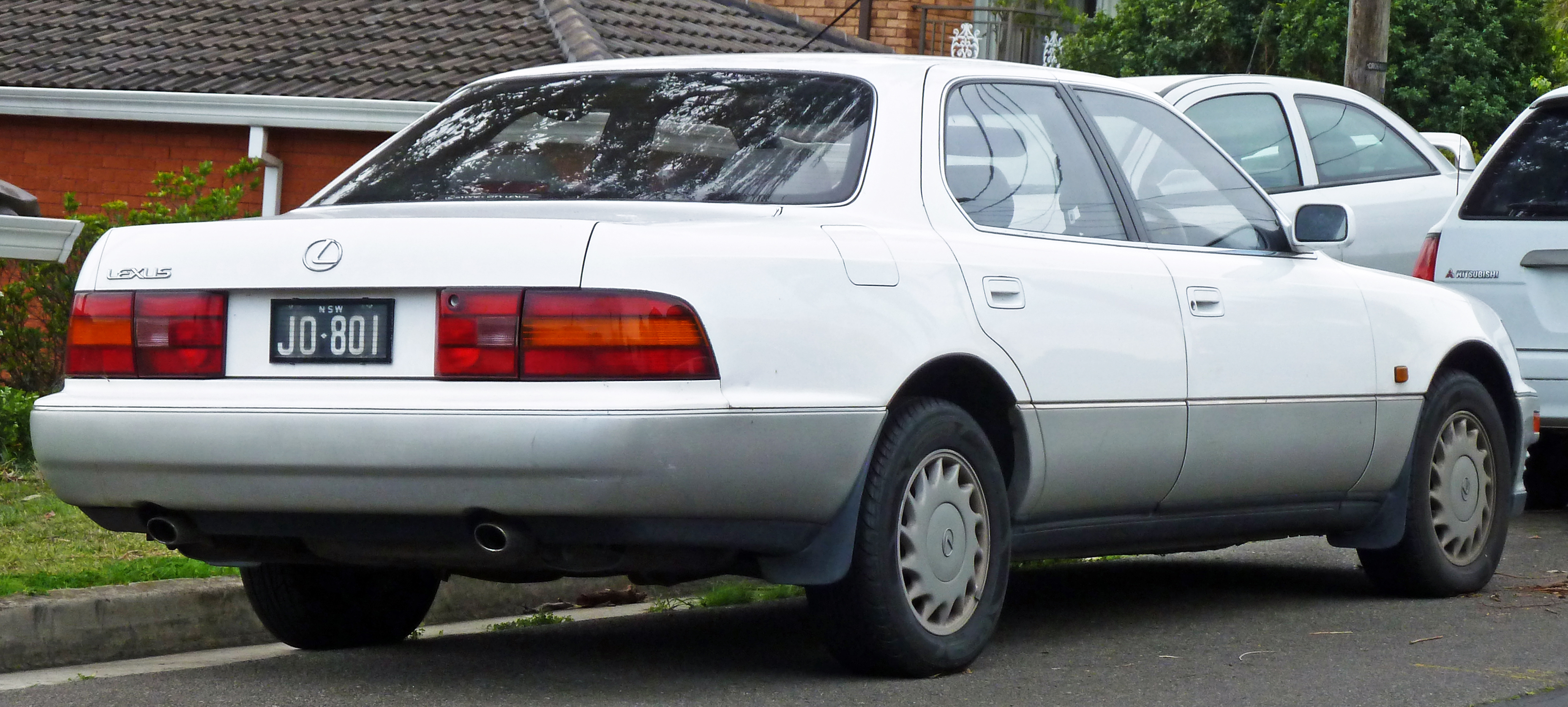
1990-1992 لكزس إل إس 400 (UCF10R، أستراليا)

كانَ إطلاق لكزس في اليابان معقدًا بسببِ شبكات الوكلاء المحليَّة الأربع الموجُودة لدى تويوتا في وقتٍ طرحها،  وقد كانت تويوتا كراون وتويوتا سينشري حصرية في مواقع متجر تويوتا،  وأثناء تطوير إل إس 400 نمت طلبات التجار المَحَليِّين للحصول على نسخة للسوق المحليَّة اليابانية،  وعرضت نسخة تويوتا Celsior ذات المقود الأيمن بعدَ فترة وجيزة من ظهور إل إس 400 في الولايات المتحدة، حيث عرضت في 9 أكتوبر 1989 وتوفرت في مواقع «متجر Toyopet» فقط. وكان طراز Celsior الذي سمي على اسم الكلمة اللاتينية ("supreme") مطابقًا إلى حد كبير لإل إس. وجاءت الطرازات إمَّا في "A" الأساسي، أو التعليق المحسن "B"، أو مواصفات القطع "C" المجهزة بالكامل. وكان طراز التاج وطراز Crown Majesta، اللذانِ ظهرا لاحقًا في عام 1991، متوفرين فقط في مواقع «متجر تويوتا» التي حملت طرازات تويوتا الفاخرة اليابانيّة فقط، وقدمت Celsior اثنين من الأوائل في العالم: ممتص صدمات مزدوج الأنبوب عالي الأداء وتعليق هوائي جنبًا إلى جنب مع نسخة مطورة من مخمدات تويوتا شبه النشطة التي تُسمى Piezo TEMS. وكان هذا قبل وقته حيثُ قدمت مرسيدس-بنز لأول مرَّة تعليقًا هوائيًا مشابهًا يتحكم فيهِ إلكترونيًا على سيارة مرسيدس بنز الفئة- إس 1999 مرسيدس بنز دبليو 220 (Airmatic).
إضافة حافز للمبيعات المبكرة في الولايات المتَّحدة كانَ السعر الأساسي 35000 دولار أمريكي، ممَّا قلل من قيمة المُنافسين بآلاف الدولارات،  وأتهمتها شركة بي إم دبليو المُنافسة بالبيع بأقل من التكلفة،  ونظرًا لكونها سيارة سيدان فاخرة رائدة في قطاع الحجم الكامل، فقد استهدف بدء تشغيل MSRP المنخفض نسبيًا في الواقع بمبلغ 25000 دولار خِلال المراحل الأولى من التطوير. وأدى انخفاض الين مقابل الدولار إلى ارتفاعه إلى 35000 دولار. وأعترف ديف إلينجورث المدير العام لقسم لكزس في مقابلة مع مجلّة أوتوموتيف نيوز بأنَّ الكثيرين في تخطيط المنتج كانوا قلقين بشأن ارتفاع الأسعار والتأثير المحتمل الذي يُمكن أن يكون لَهُ على نجاح المبيعات. ويرجعُ جزء من القلق إلى حقيقة أن لوحة اسم لكزس تفتقر إلى التراث والاعتراف بالعلامة التجاريَّة للمنافسين الألمان مثل مرسيدس بنز. وبالمثل فإنَّ السيَّارات الفاخرة التي تتنافس في فئة أقل بقليل من فئة بي أم دبليو 7-Series مرسيدي-بنز الفئة إس بلغَ متوسطها 25000 دولار. وبمجرد إصدار LS400 كانت أرقام المبيعات إيجابيَّة للغاية، حيثُ اشيد بالمركبة عالميًا تقريبًا لمعاييرها العالية ومستويات المواصفات. وكانت تويوتا الشركة الأم للكزس أسست بالفعل سمعة قويّة من الموثوقية والجودة بين السيَّارات الاقتصادية، وقدمت سيارة كرسيدا سيدان للسوق الأمريكيَّة بعض الأدلة على أن تويوتا كانت قادرة على بناءً سفن رائدة فاخرة وكفوءة ذات موثوقية مماثلة.
في ديسمبر 1989 وبعد وقتٍ قصير من إطلاق إل إس 400 أمرت لكزس بسحب طوعي لـ 8000 سيارة بِيعَت بعدَ شكوك من العملاء بشأن أسلاك ضوء الفرامل، وتمَّت صيانة جميع المركّبات في غضون 20 يومًا، وساعد الحادث في ترسيخ سمعة خدمة عملاء لكزس. وبحلول عام 1990 تجاوزت مبيعات إل إس 400 في الولايات المتَّحدة مبيعات طرازات الشركات المُنافسة مرسيدس بنز، وبي إم دبليو، وجاكوار. حيثُ بلغَ إنتاج الجيل الأول إل إس 400 أكثر من 165000 وحدة. وقدمت إل إس 400 قائمة «تقارير المستهلك» لعام 2007 للمركّبات الموصى بها وَالتي تستمر بانتظام 320,000 كـم (200,000 ميل) أو أكثر، مع الصيانة المناسبة.

### 1992 إلى 1994

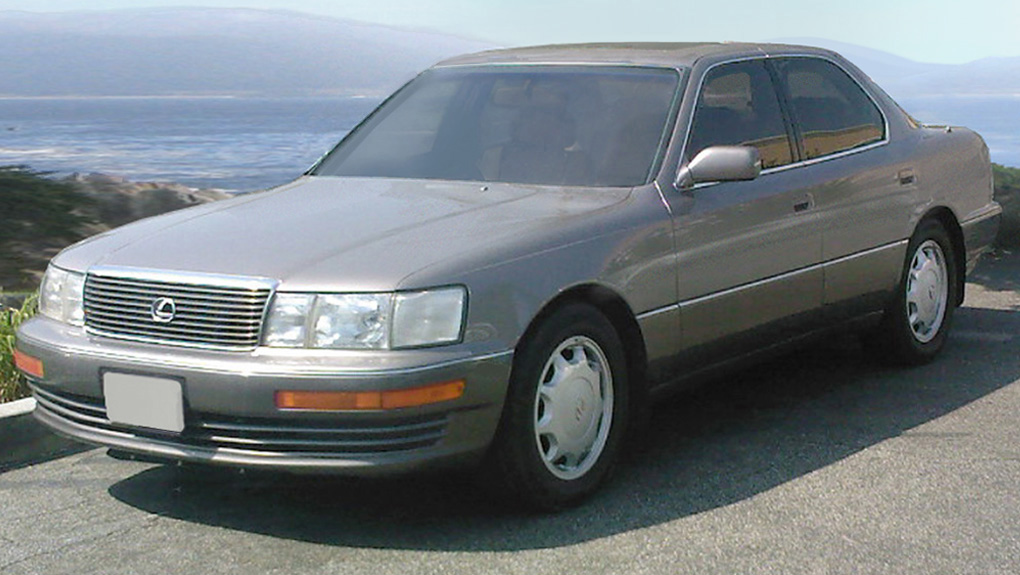
1992-1994 لكزس إل إس 400 (UCF10 II)

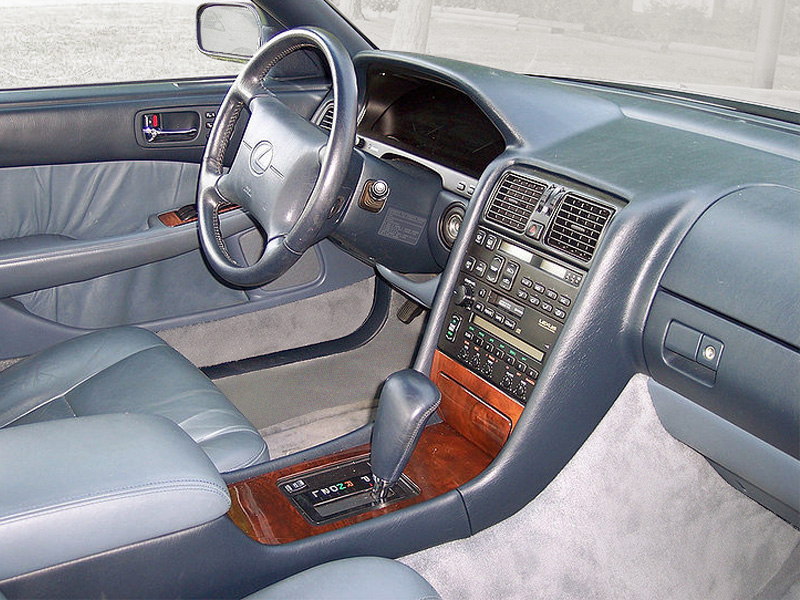
مقصورة إل إس 400 من الجيل الأول (UCF10 II)

ظهرت لأول مرَّة في سبتمبر 1992 كطراز عام 1993، وقد قدمت إل إس 400 المحدثة (المصممة حتّى عام 1991) مع أكثر من 50 تغييرًا، استجابة لطلبات العملاء والتجار. حيثُ تلقت السيارة مكابح قرصية أكبر وعجلات وإطارات، وأجريت تعديلات على أنظمة التعليق والتوجيه المعزز لتحسين المناولة. وتَضمّنَت التغييراتِ الأسلوبية قوالب جانبية إضافية للهيكل وشبكة معدلة، إلى جانب مجموعة أكبر من الألوان. وبِالنسبة للمقصورة الداخليَّة تمت إضافة وسادة هوائية أمامية قياسية للركاب (أول سيارة إنتاج من سلسلة تويوتا متوفرة مع وسادة هوائية أمامية للراكب)، ومقياس درجة حرارة خارجي، وعداد رقمي للمسافات، وشدادات لحزام الأمان، ومبرد خالٍ من الكلوروفلوروكربون. وفي عام 1992 قدمت Celsior أول نظام ملاحة GPS في العالم مع تعليمات صوتية،  مقدمة من Aisin. وبحلول عام 1994 تجاوز السعر الأساسي لسيارة إل إس 400 في الولايات المتَّحدة 50,000 دولار أمريكي، وهو رقم ارتفع بشكلٍ مطرد منذُ طرح السيارة. وقد ساهم طلب العملاء للسيارة والتحولات في أسعار الصرف الأجنبي في زيادة السعر،  وكانت الشعبية المُتزايدة لسيارة إل إس دوليًا أحد الأصول لشركة تويوتا، بعدما دخلت اليابان في ركود اقتصادي في عام 1991، والذّي أصبح فيمَا بعدَ ما يسمى انهيار فقاعة أسعار الأصول اليابانيّة أو «اقتصاد الفقاعة».
توقف إنتاج الجيل الأول من إل إس في سبتمبر 1994 لإفساح المجال لإنتاج طراز الجيل الثاني في أكتوبر.

## الجيل الثاني (XF20؛ 1994-2000)

### 1994 إلى 1997
ظهر الجيل الثاني من لكزس إل إس 400 (UCF20) لأول مرَّة في نوفمبر 1994 (لطراز عام 1995) بقاعدة عجلات أطول ومواصفات مماثلة للنموذج الأصلي. وكُشفت السيارة في حفلِ أُقيمَ في دار الأوبرا في سان فرانسيسكو في كاليفورنيا. حيثُ جهزت السيدان بمحرك "1UZ-FE" ثماني أسطوانات بسعة 4.0 لتر محدث، ينتج 194 كيلوواط (260 حصان) و366 نيوتن لكل متر (270 قدم·رطلق) من عزم الدوران. وفي المقصورة الداخليَّة أُعِيدَ تصميم أو تجديد أكثر من 90٪ منها، مع زيادة عزل الصوت، وبنية هيكل معززة، وتحديثات التعليق (مع نظام التعليق الهوائي المحوسب المتكيف سكاي هوك )، وتحسين الفرامل. وكان النموذج المعاد تصميمه أخف بـ 95 كـغ (209 رطل) من سابقتها وحققت اقتصادًا أفضل في استهلاك الوقود. وتحسن وقتٍ انطلاقها إلى 100 كيلومتر في الساعة (62 ميل/س) إلى 7.5 ثواني.

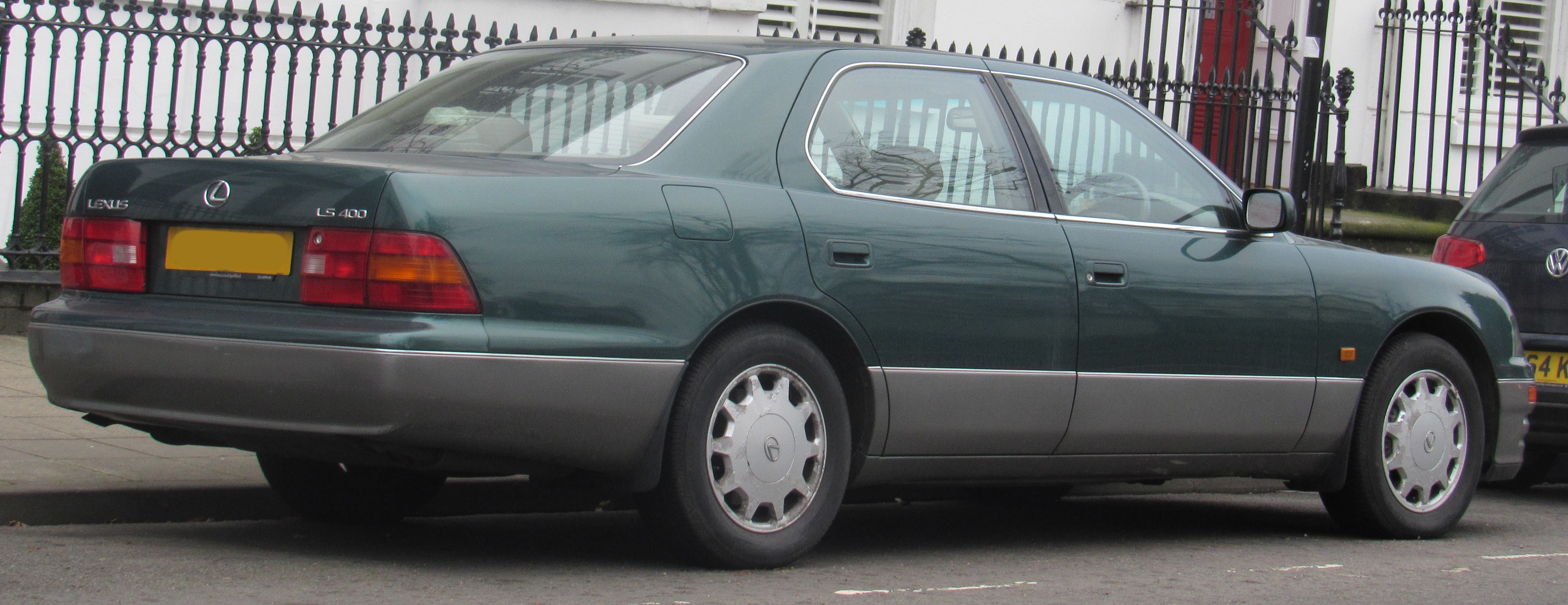
لكزس إل إس 400 طراز 1994-1997 (UCF20؛ المملكة المتحدة)

بدأَ تطوير الجيل الثاني من إل إس 400 بعدَ الإطلاق العالميّ للجيل الأول بموجب البَرنامج 250T. ونظرًا للاستقبال الناجح لطراز الجيل الأول والمستوى العالي من رضا العملاء عن تصميمه، فإنَّ تكرار سمات إل إس 400 الأصليَّة مع خليفتها كانَ أحد الأهداف الأساسيَّة لكبير المُهندسين Kazuo Okamoto، وفي الشكل الخارجي كانَ التغيير الأكثر أهمية هو زيادة طول قاعدة العجلات 36 مـم (1.4 بوصة)، لزيادة المساحة الداخليَّة 66 مـم (2.6 بوصة) في حيز الأرجل في المقعد الخلفي. ونظرًا لأنّ الطول الإجمالي ظل كما هو، فقد تم تقليل سعة صندوق الأمتعة قليلاً. واحتفظ الجسم الأكثر ديناميكية هوائية بالملامح العامَّة لطراز إل إس 400 الأصلية،  وقد عمل المصممون في مركز أبحاث التصميم Calty في الولايات المتَّحدة على تقييمٍ 20 ابتكارا منافسًا، وقبل اختيار المُشاركة الفائزة في عام 1991 وَالتي تضَّمنت أشكالًا وخطوطًا مشابهة لإل إس 400 الأصلية، كانت إعادة التصميم التطوريَّة هي النتيجة النهائية، مع ميزات تصميم جديدة تتكون من زوايا أكثر حدة وخطوط هيكل منحنية وشبكة مشطوفة. وقدمت الخطوط الجانبيّة الأكثر بروزًا نقطة مرجعية لمناورات وقوف السيارات، وتمَّ تحسين الرؤية الأمامية. وأستمر تطوير الإنتاج من عام 1991 حتّى الربع الثاني من عام 1994، وتمَّ إيداع براءات التصميم في مكتب براءات الاختراع الياباني في 14 أكتوبر 1992 تحت رقم التسجيل 732548، بِاستخدام نموذج أولي.

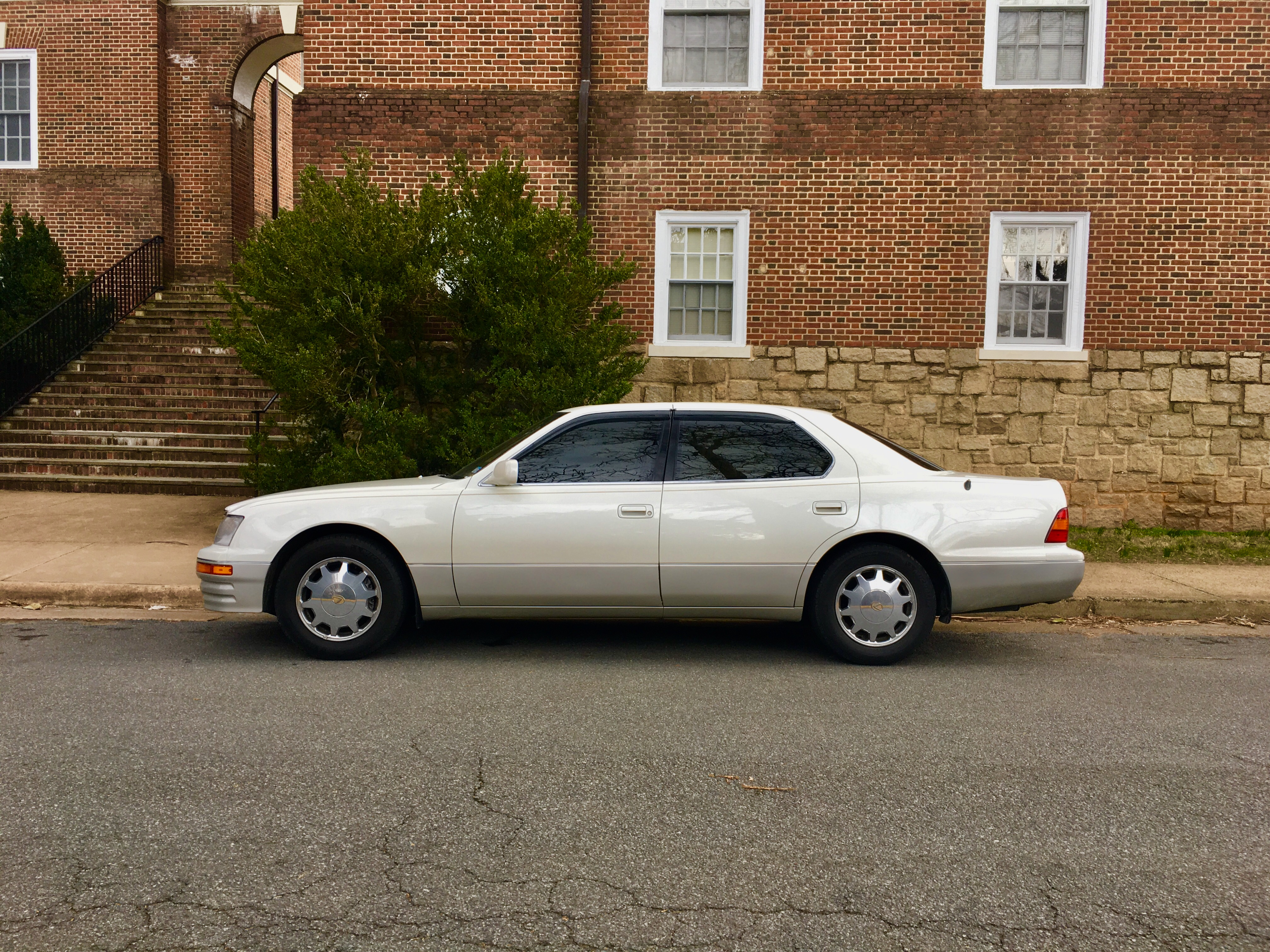
لكزس إل إس 400 ماس أبيض لؤلؤي (UCF20 قبل شد الوجه؛ الولايات المتحدة)

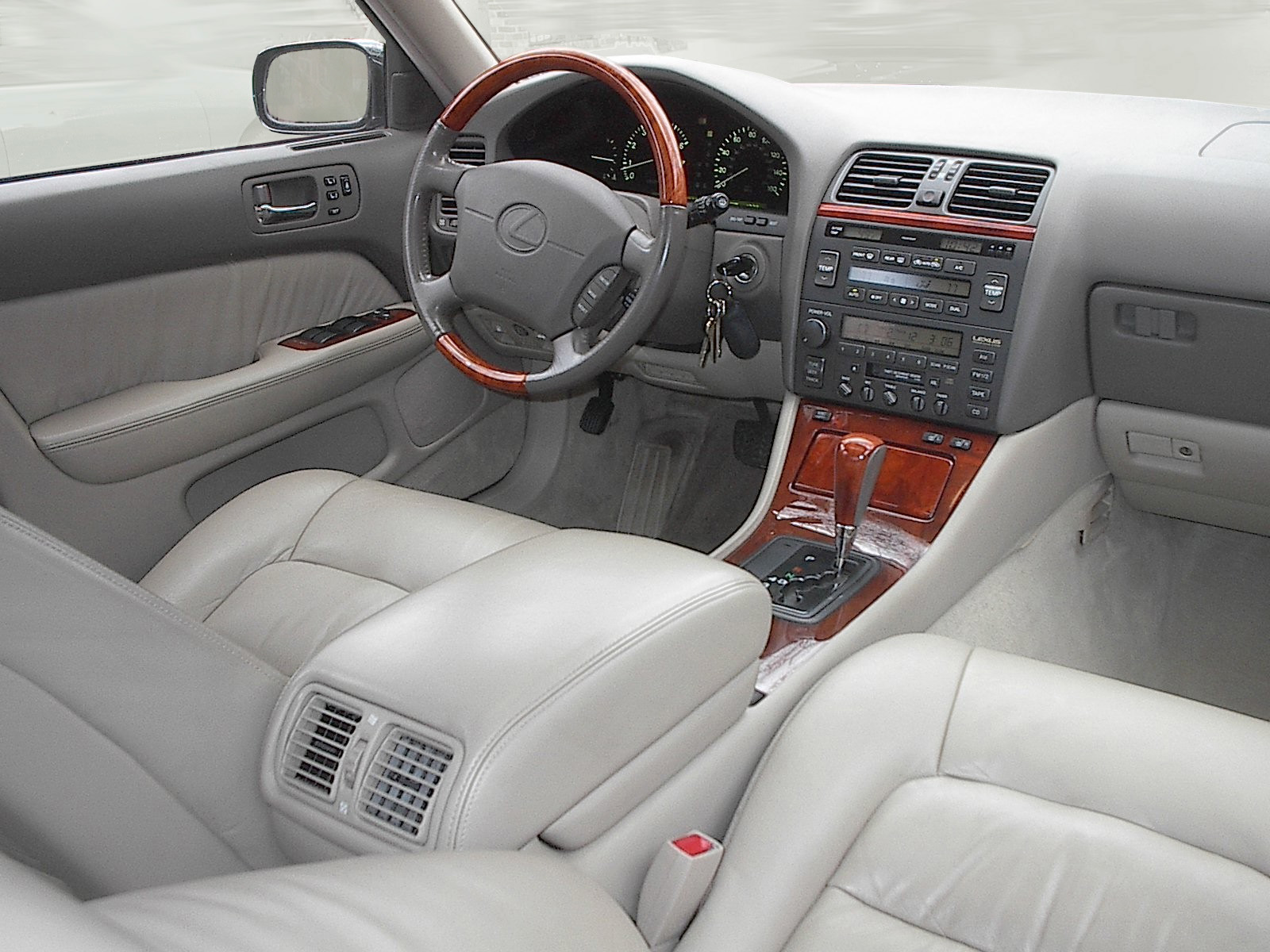
مقصورة إل إس 400 من الجيل الثاني (UCF20)

تلقى التصميم الداخليّ لسيارة إل إس 400 المعاد تصميمه ميزات مطورة، تتراوح من أدوات التحكم في المناخ ثنائية المناطق إلى حاملات الأكواب الخلفية. واستخدام وسادة المقعد الحاصل على براءة اختراع حديثًا، ونظام تعليق السيارة، ونوابض لولبية داخلية خفيفة الوزن وقضبان موازنة لتحسين الراحة. وتمَّ تقديم أحد مبدلات الأقراص المدمجة الأولى في لوحة القيادة كخيار. وتَضمّنَت تحسينات السلامة مناطق تجعد موسعة، وأحزمة أمان ثلاثية النقاط في جميع الأماكن، وعمود توجيه جديد قابل للطي.
وفي اليابان تم تقديم مكافئات Toyota Celsior بنفس تكوينات "A" و"B" و"C" عالية المواصفات كما كانت من قبل، إلى جانب مجموعة إضافية من الألوان الخارجية. مع توفير العديد من الميزات الاختيارية مثل نظام الملاحة العالميّ لتحديد المواقع (GPS) المستند إلى القرص المضغوط والمقاعد الخلفية القابلة للإمالة، فقط في اليابان.

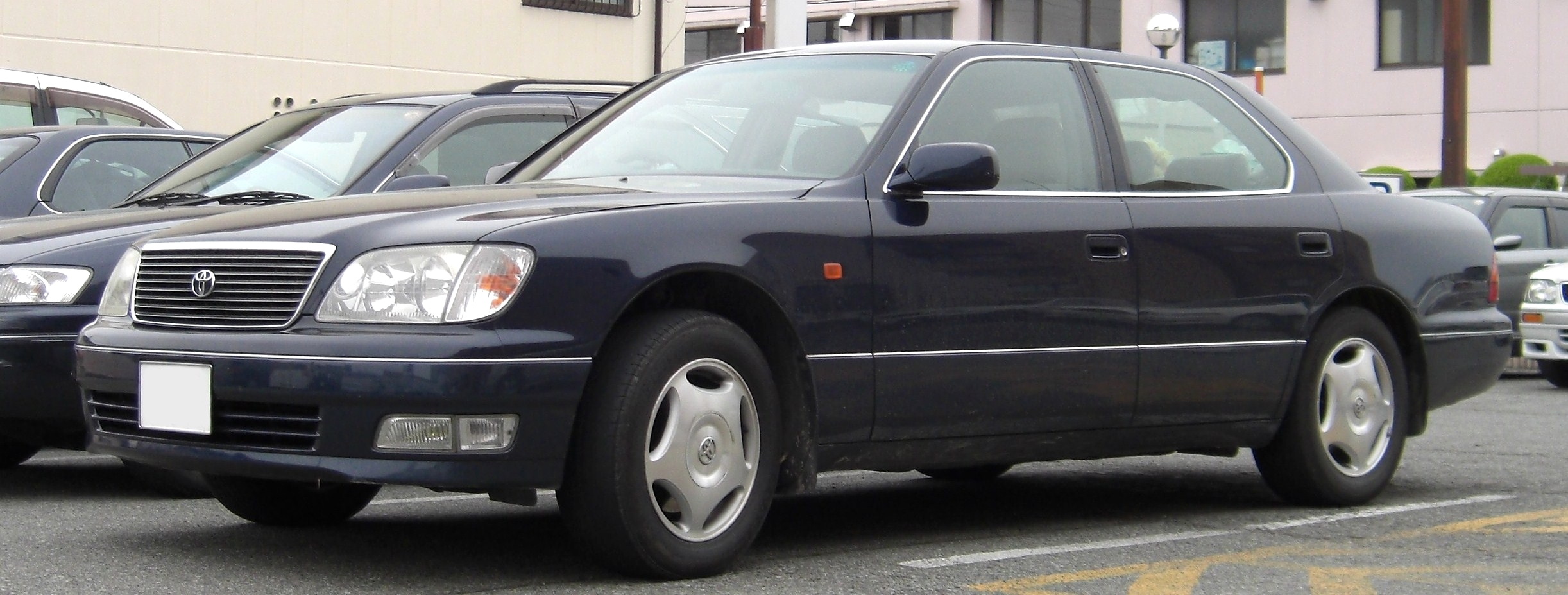
1997-2000 تويوتا Celsior (UCF20 محسن الوجه؛ اليابان)

أحتفظت إل إس 400 المعاد تصميمها في أول ظهور لها في الولايات المتَّحدة بميزة تسعير على المُنافسين الأورُوبيين في أكبر أسواقها، حيثُ أطلقت بسعر أساسي يبلغ 51000 دولار أمريكي. ومع ذلك تقلصت الفروق في التكلفة بعدَ تسعير أكثر قوة وإضافة محتوى مميز من الشركات المصنعة المنافسة. وللترويج لرائدها الجديد أطلقت لكزس حملة إعلانية بقيمة 50 مليون دولار أمريكي، وهي أغلى جهد تسويقي منذُ إطلاق لكزس. وفي منتصف عام 1995 تباطأت المبيعات حيثُ هددت الحكومة الأمريكيَّة بفرض رسوم جمركية على السيَّارات اليابانيّة الفاخرة بسببِ اتساع العجز التجاري بين الولايات المتَّحدة واليابان، ممَّا قد يرفع سعر إل إس 400 الذي تم اختياره بالكامل إلى أكثر من 100000 دولار أمريكي. وأدت المُفاوضات اللاحقة إلى تجنب العُقُوبات بحلول الربع الثاني من ذلك العام، وتعافت المبيعات في الأشهر التالية. وفي النهاية كانت مبيعات إل إس 400 من الجيل الثاني أقل من الطراز الأصلي؛ حيثُ بلغَ إجمالي الإنتاج حوالي 114000 وحدة.
استمر إنتاج طراز UCF20 من أكتوبر 1994 إلى يوليو 1997. وقد أُنتج طراز "Coach Edition"إل إس 400 المحدودة لعام 1997 بالشراكة مع شركة الأزياء الفاخرة كوتش حيثُ ظهرت في الإصدار مقاعد جلدية فاخرة من كوتش، وشعارات مطرزة على السطح الخارجي، وأشكال عائمة، ومسند ذراع، وألوان خاصَّة وتقليم مضاف، واقتصر الإنتاج السنوي على 2500 وحدة.

### 1997 إلى 2000

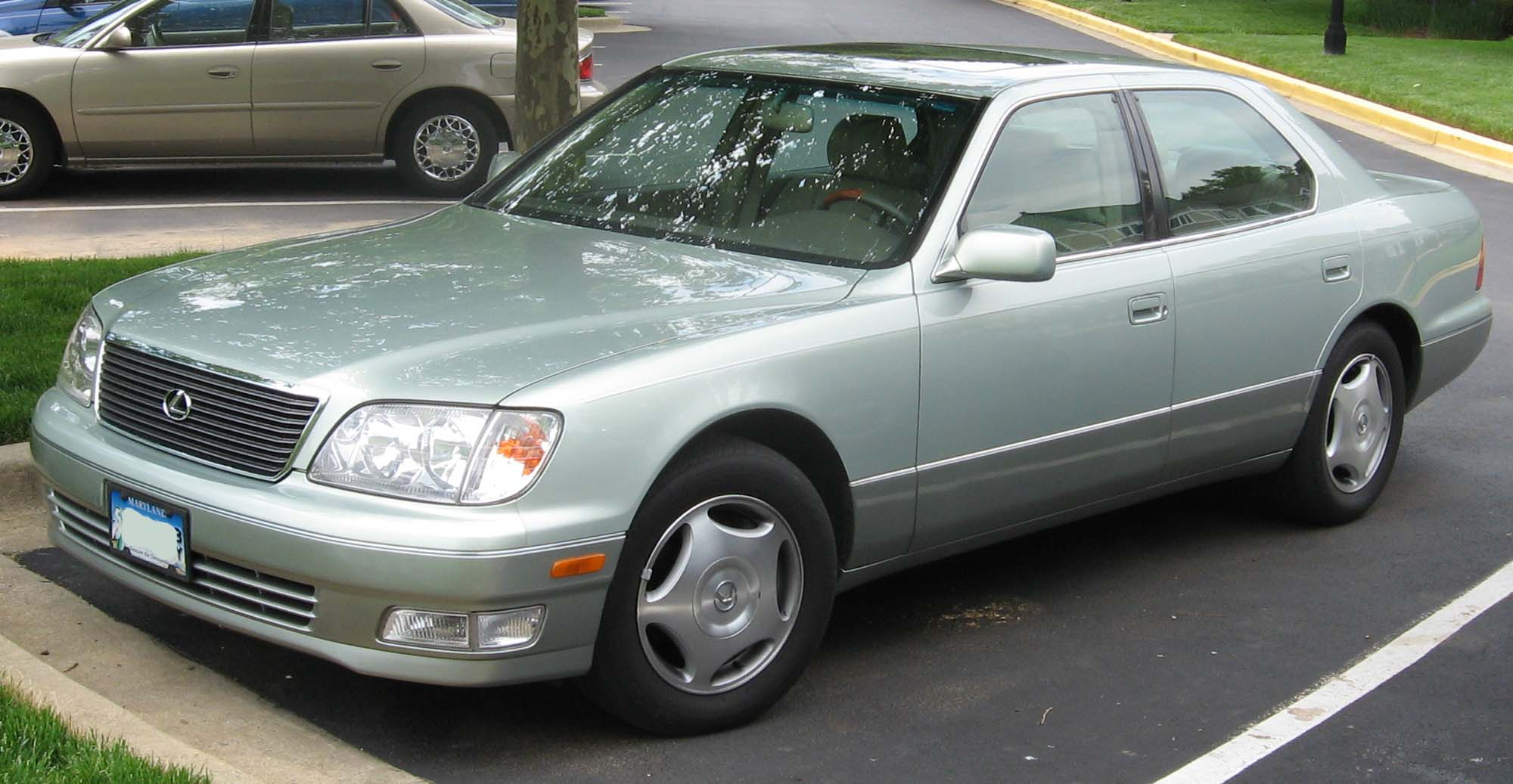
لكزس إل إس 400 طراز 1997-2000

تم تصميم إل إس 400 حتّى أوائل عام 1996، وفي سبتمبر 1997 قُدمت كطراز 1998، وكانت التغييراتِ عبارة عن ناقل حركة أوتوماتيكي بخمس سرعات، وتمَّ زيادة إنتاج المحرك إلى 216 كيلوواط (290 حصان)، مع توقيت الصمام المتغير (VVT-i)، وإضافة 41 نيوتن لكل متر (30 قدم·رطلق) من عزم الدوران. ونتيجة لذلك، تم تحسين أوقات التسارع والاقتِصاد في استهلاك الوقود. كما تلقى نظام التعليق والتوجيه تعديلات طفيفة لتحسين الشعور والتعامل. ومن الناحية الأسلوبية تمتاز السيارة بواجهة أمامية جديدة ومرايا جانبية وعجلات محدثة؛ وحل هوائي متنوع النافذة الخلفية محل سارية الطاقة التقليدية. وتلقت المقصورة ترقيات بما في ذلك كمبيوتر الرحلة، وHomeLink، ومساند الرأس الخلفية القابلة للسحب، ومصابيح القراءة، والزجاج المظلل بالأشعة فوق البنفسجية، بينما اكتسب التحكم في المناخ ميزة ترشيح ميكرون مع مستشعر الضباب الدخاني.
في أغسطس 1997 تم تقديم أول نظام تثبيت سرعة تكيفي بالليزر على سيارة تويوتا في إصدار Celsior في اليابان فقط،  وكان يتحكم في السرعة فقط من خِلال التحكم في دواسة الوقود وخفض السرعة، ولكنَّه لم يستخدم الفرامل. وبسبب قيود تقنية الليزر يتم تعطيله في الطقس السيئ.

أصبح نظام الملاحة بالسيارات GPS القائم على القرص المضغوط خيارًا في الولايات المتحدة، وأيضاً ميزات الأمان المضافة وهي الوسائد الهوائية الجانبية الأمامية والتحكم في ثبات السيارة، وفي عام 2000 أُضيفت ميزة فرملة الطوارئ المساعدة،  وأدخلت المصابيح الأمامية ذات الشعاع المنخفض HID. وتمَّ تجهيز المصابيح الأماميّة أيضًا بخاصية تأخير قابلة للبرمجة لإضاءة القرب. وفي فبراير 2000 تم تقديم إل إس 400 المحدودة "Platinum Series" في معرض شيكاغو للسيّارات بالشراكة مع أمريكان إكسبريس، وتميّز الإصدار بمعظم الخيارات الفاخرة بشكلٍ قياسي، إلى جانب ألوان خارجية منفصلة، وعجلات، وشارات، واستخدام بدون رسوم لمدَّة عامين لبطاقة أمريكان إكسبريس البلاتينية.

## الجيل الثالث (XF30؛ 2000)

### 2001 إلى 2003
ظهر الجيل الثالث من لكزس إل إس 430 (UCF30) لأول مرَّة في معرض أمريكا الشماليَّة الدوليّ للسيّارات في يناير 2000 كطراز لعام 2001، حيثُ قدم تصميمًا جديدًا للهيكل مع مجموعة من الميزات الداخليَّة والتكنولوجية الجديدة. ويُعدُّ التصميم الداخليّ مستوحى من غرفة الضيوف في الفندق الفاخر (فندق إمبريال، فندق فور سيزونز، ريتز كارلتون) والمقعد مستوحى من مقعد الدرجة الأولى للخطوط الجوية البريطانيَّة والخطوط الجوية اليابانية.
وهي أول سيارة لكزس في السوق الأمريكيَّة مزودة بنظام تثبيت السرعة التكيفي (يسمى التحكم الديناميكي بالليزر في السرعة)  واُستخدمت مستشعرًا ليدار (على عكس الليزر ACC الذي تم إدخاله في عام 1997 على Celsior) قادر على تنشيط الفرامل للتباطؤ. ويعطل هذا النظام في الأحوال الجوية السيئة بسببِ قيود تقنية الليزر.
تم تجهيز السيدان بمحرك جديد سعة 4.3 لتر "3UZ-FE" يولد 216 كـو (290 حصان) وعزم دوران 434 ن·م (320 قدم·رطلق). وكانت إل إس 430 واحدة من أولى سيارات بثماني أسطوانات التي تعمل بالبنزين وتمَّ اعتمادها كمركبة ذات انبعاثات منخفضة للغاية (ULEV). وأُعيد تصميم نظام التعليق القياسي بالكامل، مع إعداد عظم الترقوة المزدوج في جميع العجلات الأربع؛ وتمَّ عرض تعليق مضبوط لأول مرة. وقامت وحدة التحكم الإلكترونيَّة الجديدة التي يتم تنشيطها بعزم الدوران بإجراء تعديلات على دواسة الوقود بناءً على سرعة السيارة ودورات المحرك في الدقيقة وموضع الدواسة. وكانت إل إس 430 رياضية تنطلق من 0 إلى 100 كم/س (62 ميل/س) خِلال 6.7 ثواني. وقد بدأت مبيعاتها في أكتوبر 2000 في الولايات المتحدة.

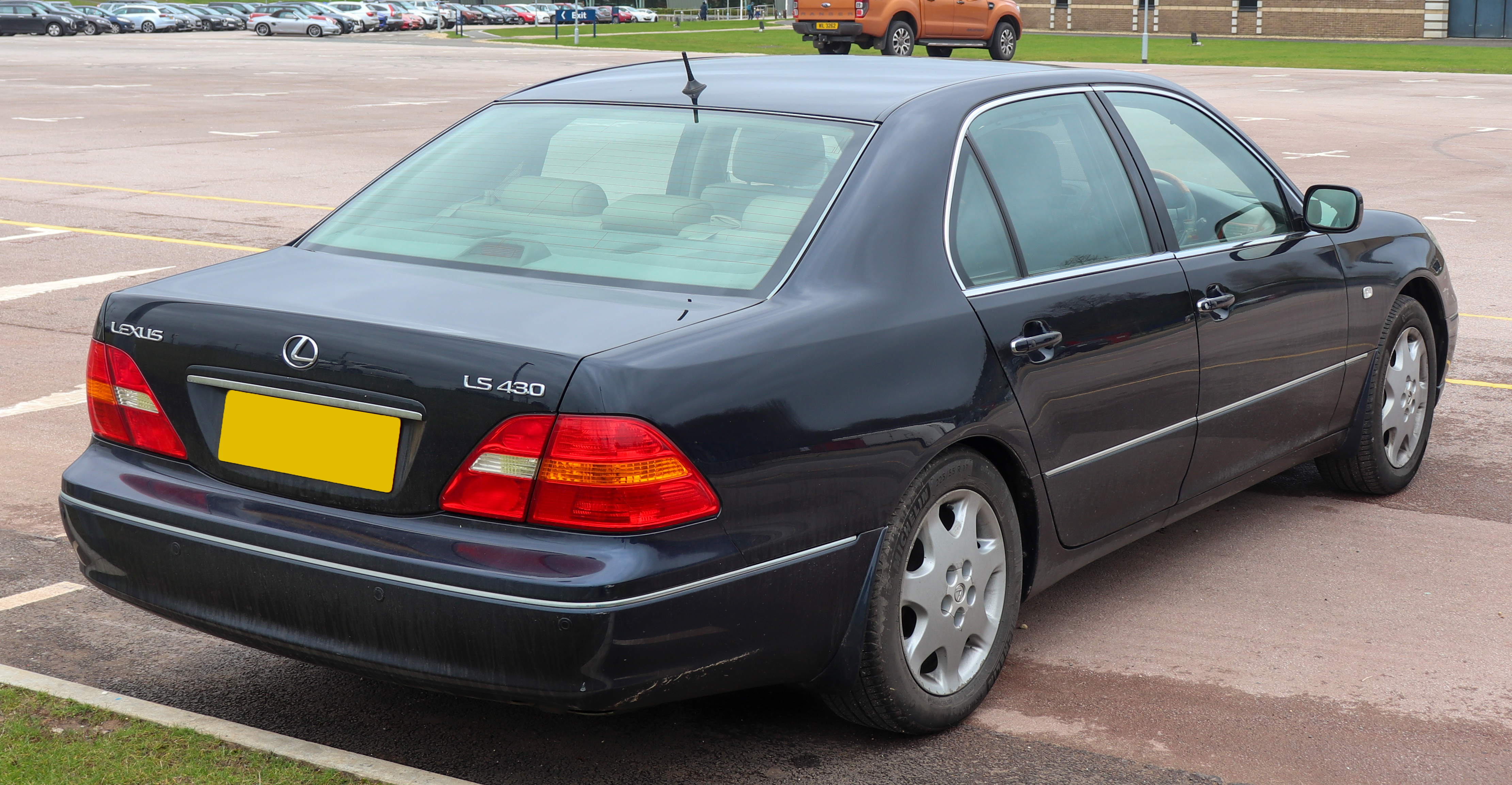
2003 لكزس إل إس 430 (UCF30، ما قبل التجميل، المملكة المتحدة)

خلص المسؤولون التنفيذيون إلى أن إعادة تصميم إل إس السابقة كانت مقيدة للغاية في نهجها،  وأختار فريق تطوير إل إس 430، بِقيادة كبير المُهندسين ياسوشي تاناكا،  إعادة تطوير أكثر شمولاً من الخارج والداخليَّة والتكنولوجيا، وقد استغرق تطوير إل إس 430 أربع سنواتٍ. وتمَّ اختيار التصميم النهائي من بين 16 تصميم مبتكر مختلف، وأنتجت في ديسمبر 1997 بعدَ موافقة أكيهيرو ناجاياعلى التصميم النهائي، وشهدت زيادة أبعاد السيدان من حيثُ قاعدة العجلات والارتفاع. ويتميَّز المظهر الخارجي بشبكة أكبر ذات حواف مستديرة وربع نوافذ على الأبواب الخلفية ومصابيح أمامية دائرية شبه منحرفة. وكان الجسم أيضًا أكثر ديناميكية هوائية من سيارات السيدان إل إس السابقة مع تعليق هوائي،  وكان نتاج اختبار نفق الرياح في المرافق المُستخدمة لتطوير قطار شينكانسن الرصاصة. أدَّى امتداد قاعدة العجلات 76 مليمتر (3.0 بوصة) إلى مزيد من الحجم الداخليّ وسمح بوضع المحرك في الخلف لتحقيق توازن أفضل،  وتمَّت زيادة مساحة صندوق الأمتعة بمقدار الثلث بسببِ تغيير موضع خزان الوقود.
تميّزت إل إس 430 بعدد أكبر من تكوينات وخيارات الطراز مقارنة بالأجيال السابقة،  وتمَّ التمييز بين المُتغيرات من خِلال تكوين الهيكل والمُعدّات الموجُودة على متنه، وتتميّز الطرازات المزودة بنظام التعليق الرياضي المُعدّل وَالتي تُباعَ كحزمة "Touring" في الولايات المتحدة،  بمكابح أكبر وعالية السرعة. وكانت هذه الفرامل قياسية أيضًا في موديلات السوق الأوروبية. وتمَّ بيع الطرازات المجهزة بالكامل بنظام التعليق الهوائي القابل لتعديل ارتفاعه، وَالتي تم ضبطها للحصول على مزيج من القيادة الناعمة والتحكم سريع الاستجابة، في الولايات المتَّحدة كإصدار "Ultra Luxury".

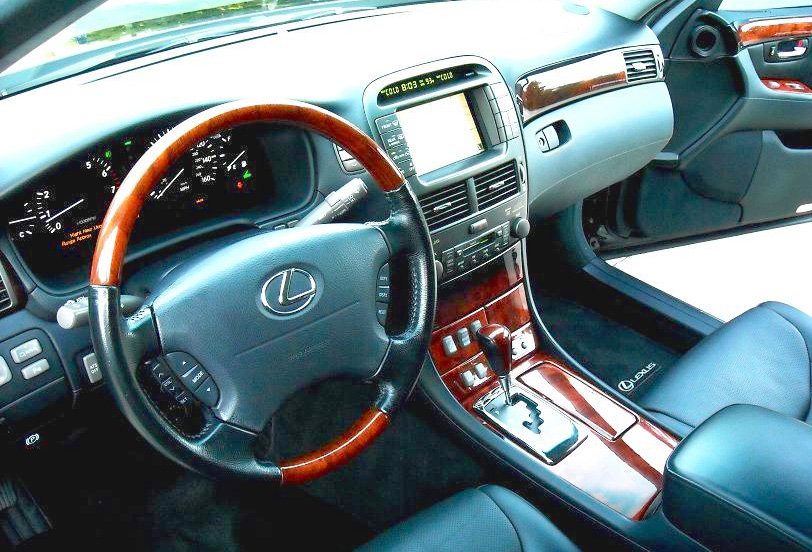
كابينة إل إس 430 من الجيل الثالث (UCF30)

تتميز المقصورة الداخليَّة لسيارة إل إس 430 بزخارف من خشب الجوز على لوحة القيادة والأبواب العلوية، إلى جانب جلد شبه الأنيلين وفتحات تكييف الهواء المتذبذبة.
أُعِيدَ تصميم نظام الملاحة GPS بالكامل، بشاشة عرض بلورية سائلة تعمل باللمس في الكونسول الوسطي العلوي بمثابة واجهة، وهي أول إل إس بنظام ملاحة بتحكم صوتي. وأول نظام يتميز بخرائط DVD (بدلاً من CD-ROM) على سيارة سيدان فاخرة.
أدخلت نظام الصوت المتميز «مارك ليفنسون». في أعلى مواصفاتها، وتَضمّنَت إل إس 430 تقنيات Lexus Link عن بعد، وأبواب كهربائيةٍ وغلق صندوق السيارة، ومقاعد أمامية مدفأة ومبردة، ومقاعد خلفية للتدليك قابلة للإمالة كهربائياً مزودة بأدوات تحكم في الصوت، ومظلة شمسية كهربائية، ومبرد، ومنقي للهواء. وكانت العديد من ميزات المقاعد الخلفية المُعْتَمَدة لإل إس 430 متوفرة سابقًا في السيَّارات الفاخرة في السوق اليابانية. وتَضمّنَت ميزات السلامة المضافة إلى إل إس 430 وسائد هوائية جانبية أمامية وخلفية، وأجهزة استشعار للإصطفاف، ومساحات زجاج أمامي مستشعر للمطر، وتوزيع إلكتروني لقوة الكبح، كما حصلت على زجاج أمامي وجانبي طارد للماء.
تم طرح إل إس 430 للبيع لأول مرَّة في الولايات المتَّحدة بسعر أساسي أولي يبلغ 55000 دولار أمريكي، ويتراوح سعرها إلى 70000 دولار أمريكيّ عند تجهيزها بالكامل. وفي النهاية تجاوزت أسعار إل إس 430 المُنافسين الأورُوبيين حيثُ أصبحت لكزس قادرة بشكلٍ متزايد على الحصول على أقساط أسعار أعلى لسياراتها. وتجاوزت مبيعات إل إس 430 الجيل السابق وتجاوز إنتاجها 140 ألف وحدة. وتمَّ إنتاج إل إس 430 حتّى يوليو 2006، وهي آخر مناسبة تم فيها إنتاج سيارة لكزس الرئيسيَّة بأسلوب جسم واحد.
وفي اليابان تم بيع سيارة تويوتا سيليسيور المكافئة أيضًا من أغسطس 2000 حتّى مارس 2006، عند تقديم لكزس اليابان الذي طال انتظاره وصول طرازات لكزس من الجيل الجديد. حيثُ تم تسجيل براءات اختراع تصميم XF30 من قبل تويوتا في اليابان المحليَّة في 8 مارس 1999 في مكتب براءات الاختراع الياباني تحت رقم براءة الاختراع 1080448.
كانت إل إس 430 هي السيارة السيدان الفاخرة الأكثر موثوقية في كلّ عام من الإنتاج في مسح الجودة الأولي لشركة جي دي باور JD Power and Associates مع الطرازين المبكر والمتأخر من هذه السلسلة الأفضل أداءً،  وأعلى طراز مسجل في تاريخ جي دي باور.
أدرجت «بيانات تصنيفات ثاتشام» عبر «مركز أبحاث إصلاح التأمين على السيَّارات في المملكة المتحدة» قدرات منع السرقة في إل إس 430 بحد أقصى 5 نجوم، مع كون إل إس 430 هي أول سيارة تحقق أقصى تصنيف لردع السرقة في عام 2001.

### 2004 إلى 2006

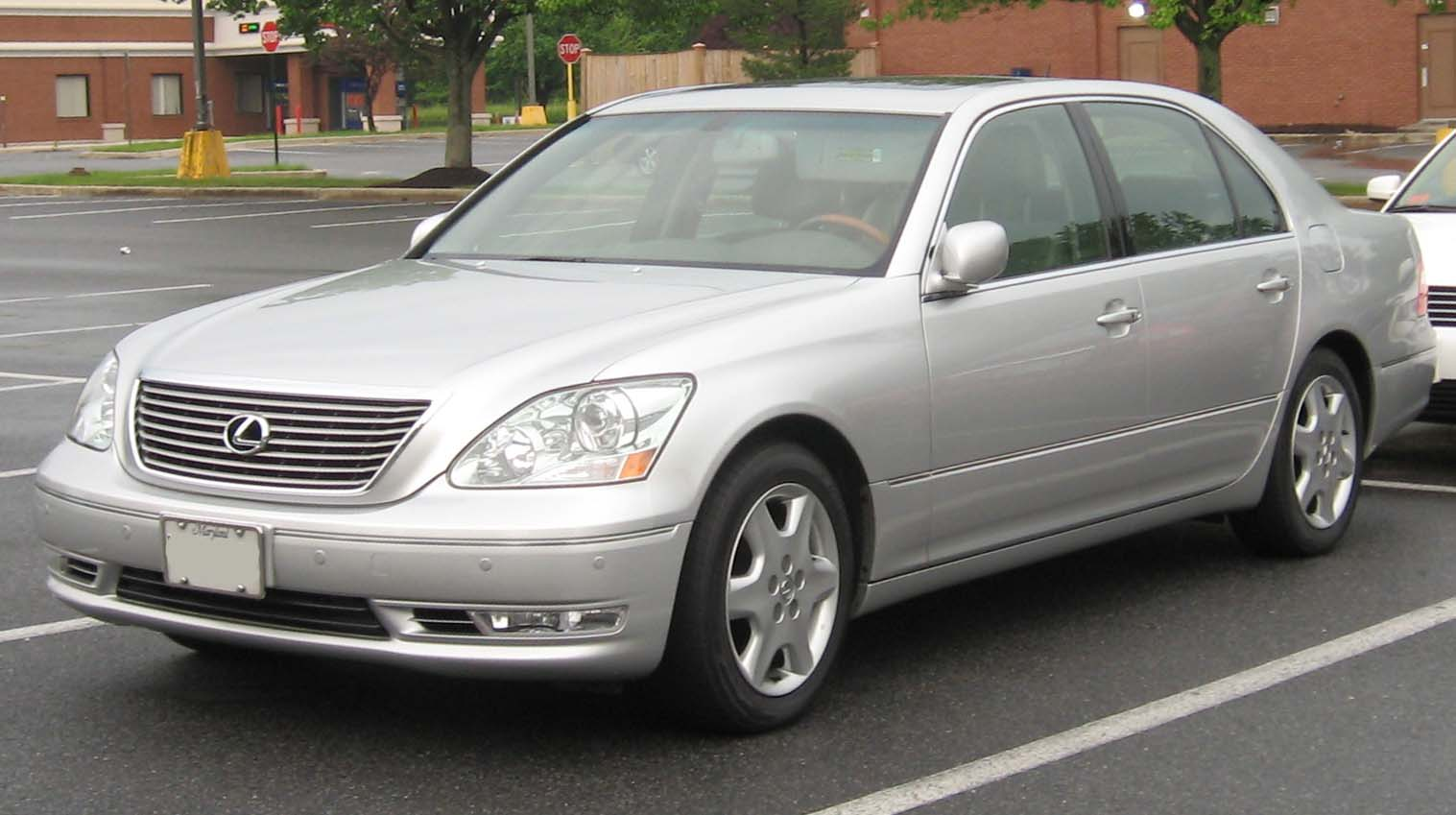
لكزس إل إس 430 UCF30 (تجميل، الولايات المتحدة)

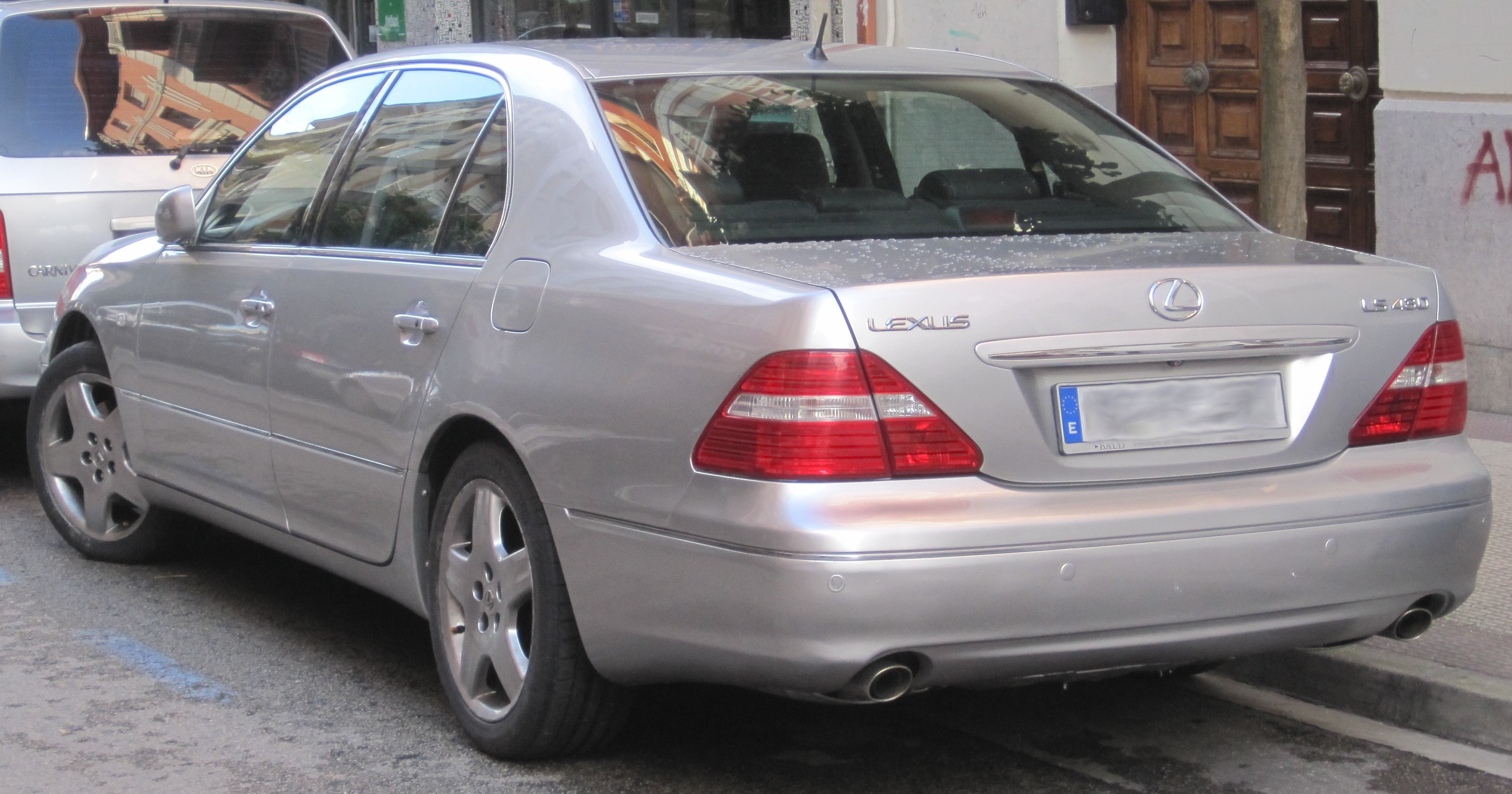
لكزس إل إس 430 UCF30 (تجميل، إسبانيا)

تم تصميم تحديث إل إس 430 حتّى أوائل عام 2002، وإطلاقه في سبتمبر 2003 كطراز عام 2004، ويُسمح مستشعر الرادار الأول (بدلاً من الليدار السابق) على سيارة لكزس سيدان الجديدة Dynamic RADAR Cruise Control بالعمل في أي ظروف جوية. ومكنت تقنية رادار الموجة المليمترية أيضًا من توفير نظام ما قبل الاصطدام (PCS) في سيارة لكزس سيدان (والكبح الجزئي المستقل فقط في إصدار تويوتا سيلسيور الياباني)  وأضيف لها «وضع تتبع السرعة المنخفضة» في عام 2004. وكان وضع التتبع منخفض السرعة الوضع الثاني الذي يحذر السائق إذا توقفت السيارة التي أمامه ويقوم بالكبح؛ ويُمكن أن يوقف السيارة ولكنَّ بعدَ ذلك يتم تعطيله.
قدم ناقل حركة أوتوماتيكي جديد بست سرعات وتصميم منقح،  وبقي المحرك كما كانَ من قبل، وتَضمّنَت التغييراتِ الخارجيَّة الواجهات الأماميّة والخلفيّة المعاد تصميمها، والمصابيح الخلفية ذات الصمام الثنائي الباعث للضوء (LED)، وعجلات مختلفة.
ظهرت لأول مرَّة مصابيح أمامية عالية الكثافة للشعاع العالي، وكذلك أول مصابيح أمامية منحنى متكيف AFS، وَالتي أدارت المصابيح الأماميّة لجهاز العرضُ في اتجاه انعطاف السيارة.
تلقت المقصورة الداخليَّة وسائد هوائية للركبة، ومرايا زخرفية مضاءة للمقاعد الخلفية، وتشكيلات جديدة، بما في ذلك خشب القيقب. وتَضمّنَت الخيارات الجديدة نظام ملاحة محدث وبلوتوث وكاميرا احتياطية. وسمحت ميزة المفتاح الإلكترونيّ القابل للبرمجة للسائق للسيارة باكتشاف المفتاح في جيب المالك وفتح الأبواب عن طريق اللمس.

## الجيل الرابع (XF40؛ 2006)

### 2007 إلى 2009
بدأت تنمية الجيل الرابع في عام 2001 بموجب قانون برنامج "250L" وجرت عملية التصميم من 2002 إلى أواخر عام 2003،  وفي أكتوبر 2005 عرضت لكزس لأول مرَّة سيارة مبتكرة هجينة تعمل بالبنزين والكهرباء، لكزس أل أف (لكزس فيوتشر- سيدان هجينة)، في معرض طوكيو للسيارات،  وقدمت لكزس معاينة علنية لرائد لكزس القادم بإصدار مبتكر لأول مرَّة في معرض أمريكا الشماليَّة الدوليّ للسيّارات في يناير 2006 لطراز 2007، وأصبح الجيل الرابع أول طراز لكزس يتم إنتاجه في كلّ من الإصدارات القياسيّة وقاعدة العجلات الطويلة. بِاستخدام منصة جديدة تمامًا،  حيثُ يستخدم إل إس 460 (USF40) قاعدة عجلات 2,969 مليمتر (116.9 بوصة)، في حين أن إل إس 460L ‏(USF41) تتميز بقاعدة عجلات 3,091 مليمتر (121.7 بوصة)‏. وعُرضت المواصفات الفنية لطرازات الجيل الرابع في معرض جنيف للسيّارات في فبراير 2006. وتمَّ معاينة نسخة هجينة إل إس 600h ‏(UVF46) في معرض نيويورك الدوليّ للسيّارات في أبريل 2006. وعند تقديمها في عام 2006 فازت للمرة الثانيَّة بجائزة سيارة العام في اليابان.

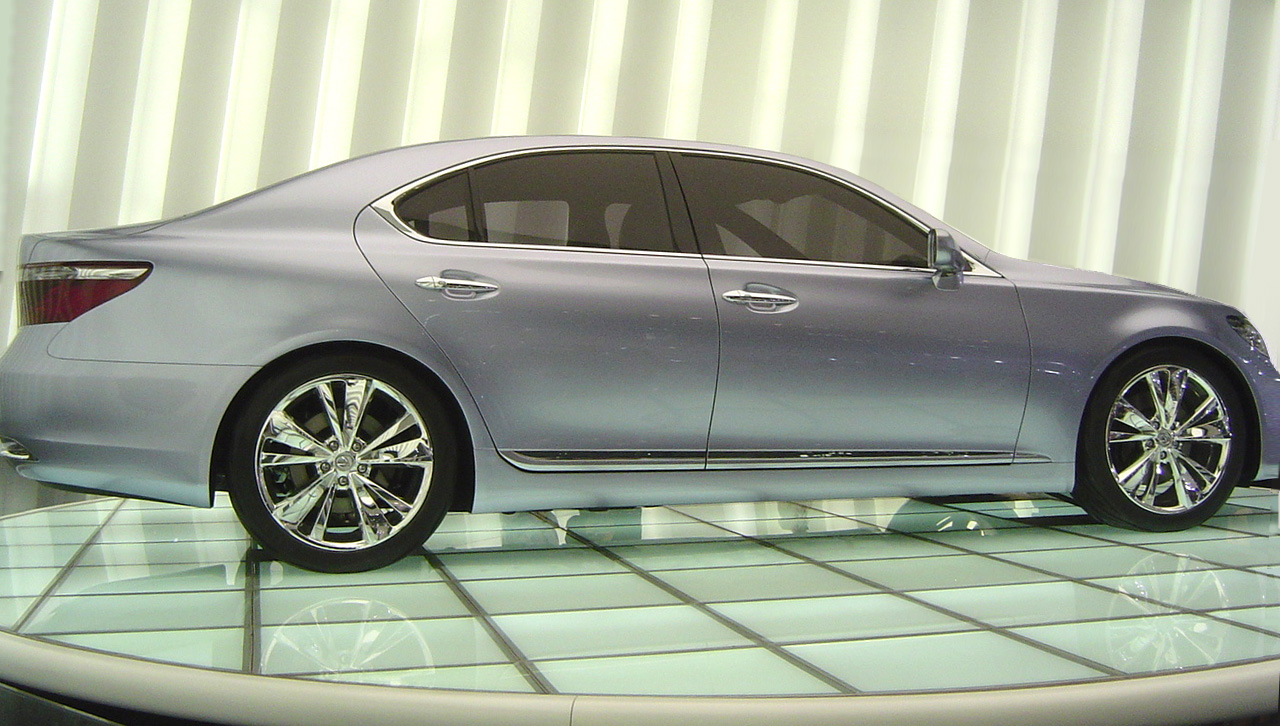
لكزس LF-Sh في معرض طوكيو للسيّارات 2005

تم تجهيز إل إس 460 وإل إس 460L بمحرك يو آر تويوتا جديد بثماني أسطوانات سعة 4.6 لتر ينتج 283 كـو (380 حصان) وعزم دوران 498 ن·م (367 قدم·رطلق)،  مقترنًا بأول ناقل حركة أوتوماتيكي من ثماني سرعات. ويَبلغَ التسارع 100 كم/س (62 ميل/س) خلال5.7 ثواني.
بدأَ تطوير إل إس 460 ومتغيراتها بِقيادة كبير المُهندسين موريتاكا يوشيدا،  وبينما كانت لكزس تحول إستراتيجيتها التصميمية نحو مجموعة منتجات أكثر تنوعًا،  دعت الخطط إلى أن تمييز الجيل التالي من إل إس عن النماذج السابقة من حيثُ التصميم والتكنولوجيا. حيثُ تم النظر أيضًا في طراز "Super LS"، بسعر أعلى من فئة الفخامة الفائقة البالغ 100 ألف دولار أمريكي،. وفي الشكل الخارجي تلقت لكزس إل إس إشارات التصميم لاتجاه تصميم لكزس الجديد،  وتمَّ عرض سيارة LF-Sh لأول مرَّة حيثُ اكتسبت أشكال جسم تمتد على طول السيارة، وأقواس العجلات، وحواف الكروم على شكل سهم، والشبكة السفلية، ومصابيح أمامية متكيفة بلورية. 

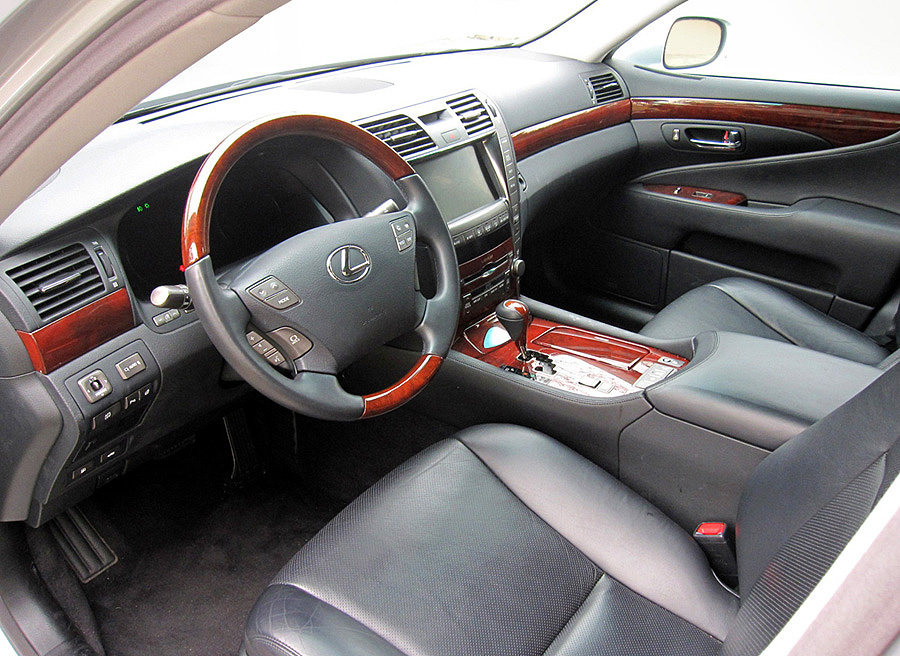
الجيل الرابع، 2006-2009 كابينة إل إس 460 (USF40)

اكتسب التصميم الداخليّ إل إس 460 بداية بضغطة زر، وشاشة عرض أداة ترانزستور رقيقة، ونظام ملاحة GPS يعتمد على محرك الأقراص الثابتة ومكتبة الأغاني وعجلة قيادة ساخنة وXM NavTraffic والعديد من الخيارات الفاخرة. وتَضمّنَت المعدات القياسيّة مقعدين كهربائيين في 16 وضعية للسائق و12 وضعية للراكب الأمامي مع ضبط أسفل الظهر وسخانات للمقعد ومقاعد جلدية ونظام صوت ممتاز وفتحة سقف كهربائيةٍ وفتحة أمامية. وقدم نظام التحكم في المناخ أول مستشعرات درجة حرارة الجسم بالأشعة تحت الحمراء في السيارة؛ كما أنَّها تتميز بمنافذ التدفئة والتهوية وتكييف الهواء على السقف. وتتضمَّن حزمة المقاعد «التنفيذية» في إل إس 460 L نظام ترفيه DVD للمقاعد الخلفية وطاولة صينية دوارة ومقعد شياتسو العُثماني للتدليك.

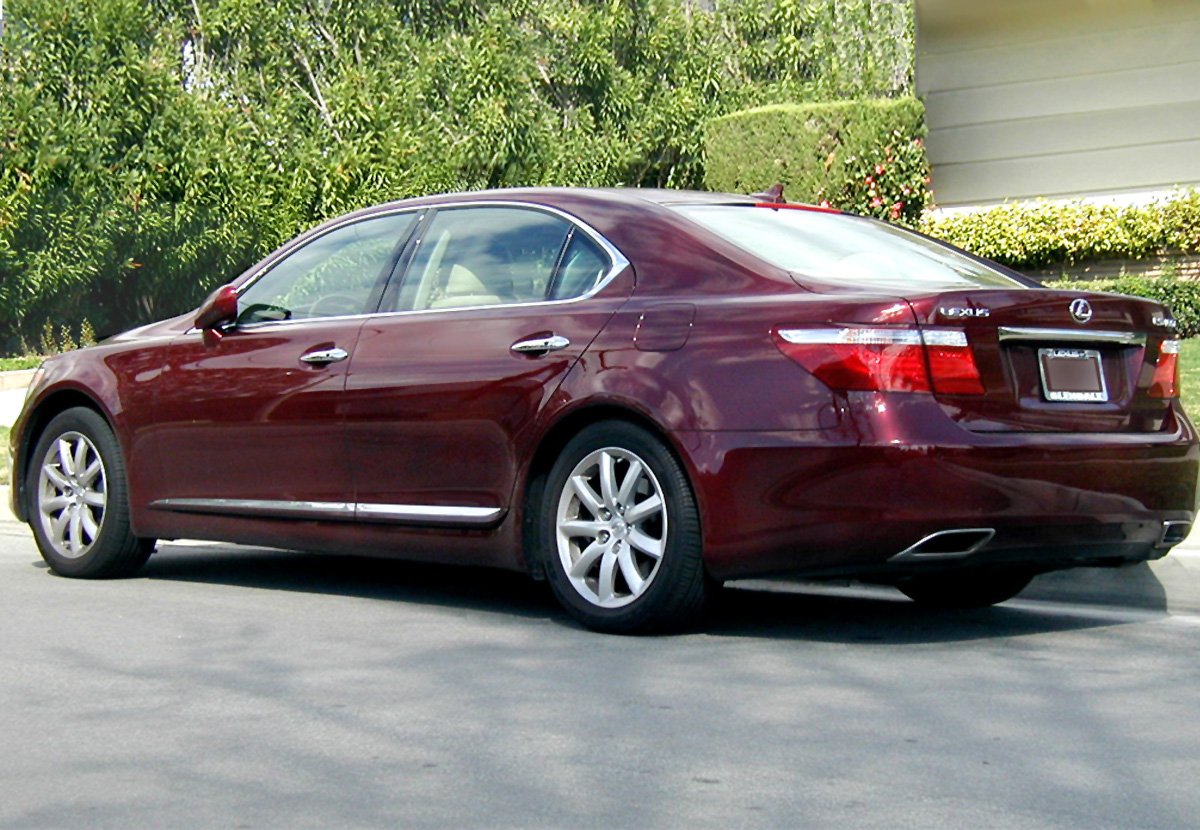
قاعدة العجلات الطويلة 2006-2009 لكزس إل إس 460L (USF41)

كانت أول إل إس مع نظام تعليق متغير متكيف يتم التحكم فيهِ بشكلٍ مستمر (AVS)، وسمحت إضافة ميزة مساعدة الركن الموازية الآلية، وهي الأولى من نوعها في الولايات المتحدة، لإل إس 460 بتوجيه نفسها إلى أماكن وقوف السيَّارات المُحدِّدة مسبقًا. وتَضمّنَت ميزات مساعدة القيادة الأُخرى نظام تثبيت الفرامل، والتحكم في سرعة الرادار، وتوجيه كهربائي بنسبة تروس متغيرة، وفرامل يتم التحكم فيها إلكترونيًا. وتمَّ تحسين نظام التحكم في الثبات الجديد لتوقع الانزلاق وتغيير مساعدة التوجيه ونسب التروس. وامتدت مجموعة ميزات الأمان الجديدة من نظام مراقبة السائق لتتبع العين إلى نظام تحذير مغادرة المسار. وأضاف نظام ما قبل الاصطدام أول شريحة معالجة صور إنتاجية في سيارة قادرة على تحديد المركّبات والمشاة في الوقت الفعلي،  مع رادار بطول موجة المليمتر، وكاميرات استريو، وأجهزة عرض للرؤية الليلية بالأشعة تحت الحمراء. كما تم تقديم نظام ما قبل الاصطدام الخلفي مع مساند رأس نشطة تمنع الإصابة بالجلد وأكياس هواء أمامية مزدوجة الحجرات.
صُدرت إل إس 460 وإل إس 460L إلى الوكلاء في اليابان والولايات المتَّحدة وأوروبا في أواخر عام 2006،  وإلى أُستراليا وشرق آسيا والشرق الأوسط في عام 2007. وكانت الأسعار الأساسيَّة للولايات المتَّحدة لعام 2007 لطراز إل إس 460 61000 دولار أمريكي، ولطراز إل إس 460L ‏ 71000 دولار أمريكي، وفي عاميّ 2006 و2007 تجاوز متوسط السعر المدفوع مقابل سيارات السيدان إل إس 460L في الولايات المتَّحدة 80000 دولار أمريكي، ويرجعُ ذلك إلى حد كبير إلى حزم الخيارات المضافة، ممَّا وضع لكزس إل إس في نفس متوسط النطاق السعري مثل منافسيها من أودي وبي إم دبليو وجاغوار ذات قاعدة العجلات الطويلة.

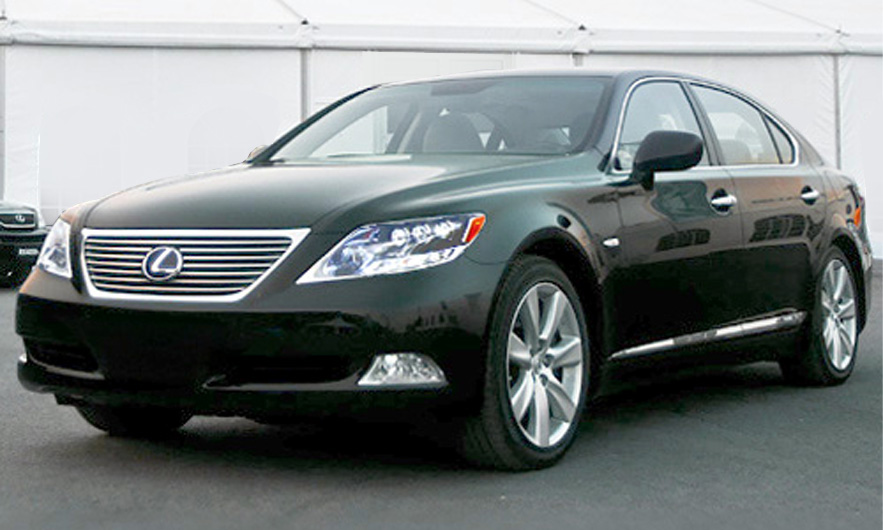
2007-2009 لكزس إل إس 600h L هايبرد (UVF46)

بعدَ طرح مجموعة نقل الحركة الهجينة في LF-Sh 2005 بدأت لكزس مبيعات إل إس 600h L ‏(UVF46) وهي أول سيارة هجينة بالكامل تعمل بمحرك بثماني أسطوانات،  وقد تم تجهيز قاعدة العجلات الطويلة إل إس 600h L بمحرك هايبرد سنرجي درايف لطراز 2008، والذّي يتميز بمحرك محرك يو آر تويوتا بثماني أسطوانات وسعة 5.0 لترات مقترن بمحرك كهربائي عالي الإنتاج مع حزم بطاريات هيدريد من النيكل والمعدن. ويستخدم هذا النظام ناقل حركة متغير باستمرار ويولد ناتجًا يبلغ 327 كيلوواط (439 حصان). وأقتصاد في استهلاك الوقود أعلى قليلاً بشكلٍ عام من إل إس غير الهجين منخفض القوة، وتحقّق الهجينة تصنيفًا أمريكيًا مركبة الانبعاثات فائقة الانخفاض (SULEV).‏  وتشمل الميزات الخاصّة بسيارات إل إس الهجينة أول مصابيح أمامية LED ذات شعاع منخفض، وداشبورد مزين بالجلد، وشارات هجينة ذات لون أزرق. وفي أبريل 2007 أعلنت لكزس أن السعر الأساسي لسيارة إل إس 600h L سيكون أكثر من 104 ألف دولار أمريكي،  متجاوزًا سيارة تويوتا سينشري بمحرك V12 والمجهزة كأغلى سيارة يابانية فاخرة تم إنتاجها على الإطلاق. وأطلق إصدار قاعدة العجلات القياسي المخصص لآسيا وأوروبا، إل إس 600h ‏(UVF45)، في اليابان في مايو 2007.

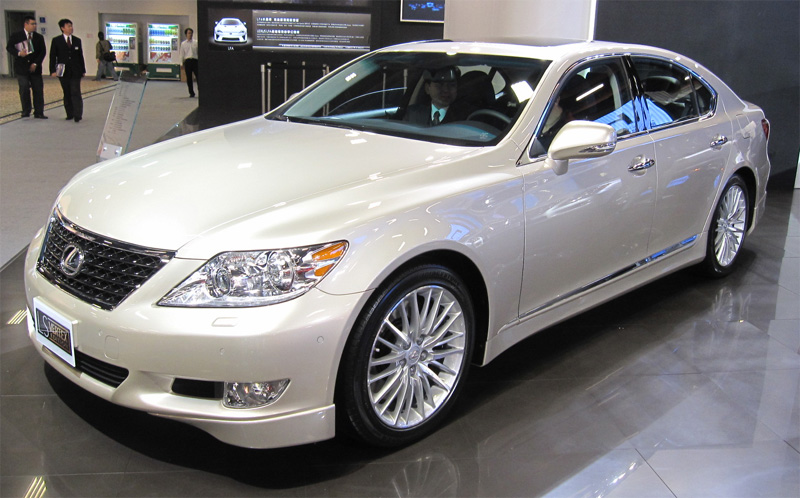
2009-2012 لكزس إل إس 460 سبورت

في عام 2008 تم عرض إصدارات الدفع الرباعي من طرازات إل إس 460 (USF45) وإل إس 460L ‏(USF46) غير الهجينة لأول مرَّة في صالون موسكو الدوليّ للسيارات،  وظهرت لأول مرَّة في معرض Pebble Beach Concours d'Elegance لعام 2008،  وتمَّ تركيب سيارة لكزس إل إس 460 المُتخصِّصة كمحاكي قيادة في مركز هيجاشيفوجي التقني التابع لشركة تويوتا في شيزوكا، اليابان، لاختبار سلامة السيارات،  وفي عام 2009 في معرض طوكيو لأنظمة النقل الذكية (ITS-Safety)، كُشف عن إل إس 460 ITS ومفهوم السلامة الذي يعرضُ تقنيات تبادل المعلومات من طريق إلى سيارة ومن مركبة إلى مركبة.

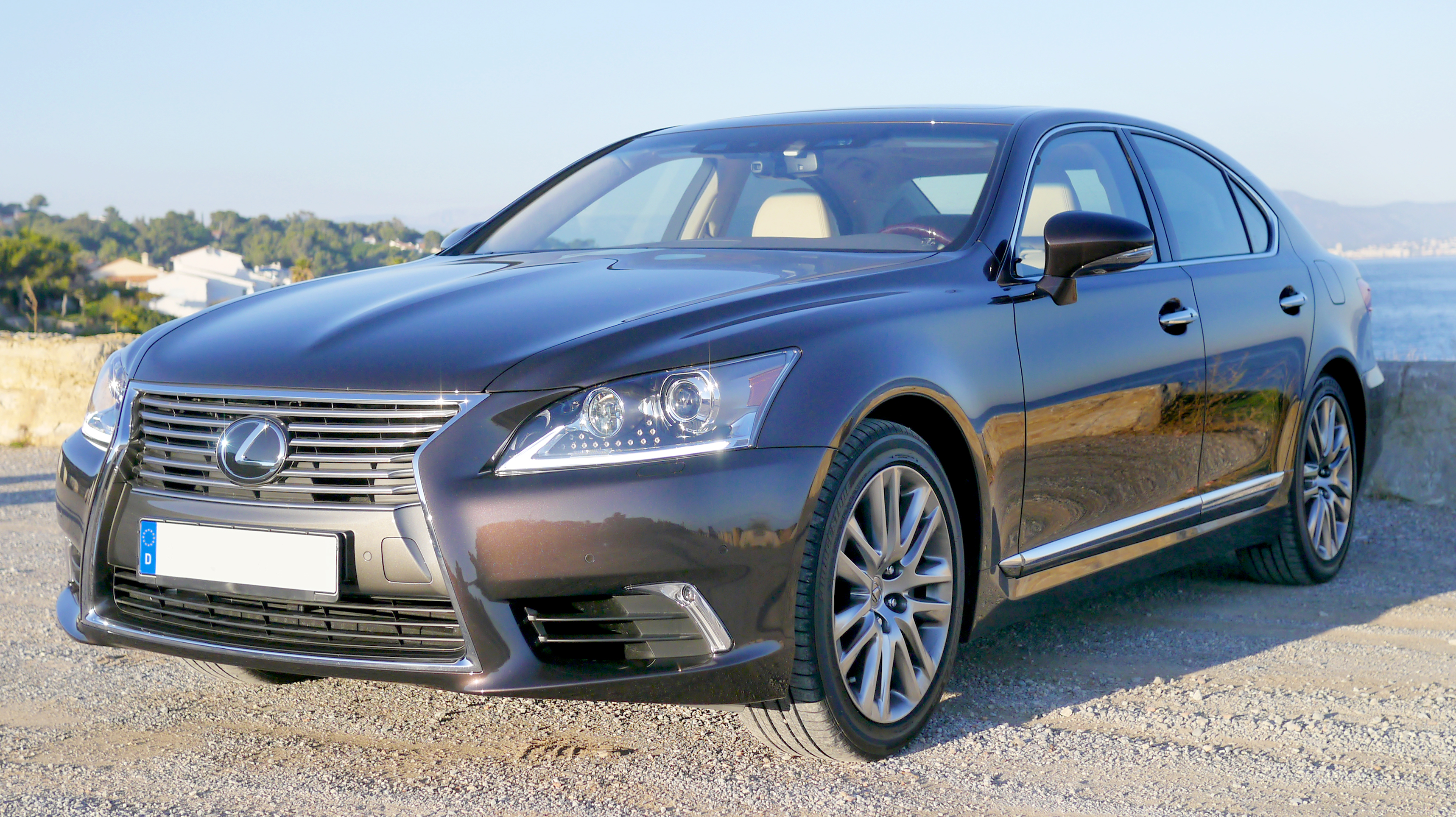
2012-2017 لكزس إل إس 460 (USF45، أوروبا)

### 2009 إلى 2012
ظهرت الواجهات الأماميّة والخلفيّة المعاد تصميمها وإشارات انعطاف المرآة الجانبيّة وتصميمات العجلات الجديدة لأول مرَّة في أواخر عام 2009 لطراز عام 2010، وتَضمّنَت إل إس 460 وإل إس 460 L المعدلتان. وتَضمّنَت التِّكنولوجيا الجديدة أضواء أوتوماتيكية عالية الشعاع، وطبقة شفافة ذاتية الإصلاح للطلاء الخارجي، ونظام اختياري للكشف عن الاصطدام. وتلقت المقصورة القياسيّة تقليمًا إضافيًا من الكروم، ونظام ترفيه DVD اختياري خلف مسند الذراع المركزي، وفي بعض الأسواق لوحة أجهزة رقمية بالكامل مع إمكانية الرؤية الليلية. وتمَّ توفير إل إس 460 سبورت- وهو متغير أداء مزود بتعليق هوائي رياضي، ومكابح بريمبو، وعجلات مزورة، وأزرار نقل الحركة، ومجموعة أدوات الجسم، وتصميم داخلي فريد من نوعه ولتكوين نظام الدفع الخلفي ذي قاعدة العجلات القصيرة استقبل الطراز الرياضي ناقل الحركة Sport Direct Shift، الموجود أيضًا في Lexus IS F، مع إمكانية مطابقة سرعة الدوران إلى الأسفل والوضع اليدوي. كما أصبح برنامج التخصيص الداخليّ الجديد "L-Select" متاحًا لعملاء إل إس في اليابان.

### 2012 إلى 2017
أصدرت لكزس صورة رسميَّة لسلسلة XF40 المعاد تصميمها في يوليو 2012، حيثُ يدمج التحديث الجوهري واجهة شركة لكزس الجديدة، التي تشتمل على شبكة «المغزل» ويُرى تركيب غطاء المحرك المعاد تصميمه، والمصدات الأماميّة والمصابيح الأماميّة المعاد تشكيلها، بِالإضافة إلى مصد جديد. وتَشهد مراجعات التصميم الاحتفاظ بالملف الجانبي والأبواب، والرفارف الخلفية. وتمَّ تعديل المصابيح الخلفية المصممة حديثًا، وغطاء الصندوق الخلفي، والمصد الخلفي بشكلٍ جزئي، وتُستخدم تقنية «النانو» في نظام تكييف الهواء حيثُ يرتبط 20-50 نانومتر أيون بجزيئات الماء.

## الجيل الخامس (XF50؛ 2017)

### 2017 إلى 2020
تم تطوير الجيل الخامس من إل إس في إطار برنامج 200B، حيثُ ظهر لأول مرَّة في معرض أمريكا الشماليَّة الدوليّ للسيّارات في يناير 2017. وتمَّت معاينة النموذج من خِلال مفهوم لكزس أل أف الذي تم عرضه لأول مرَّة في معرض طوكيو للسيّارات 2015. وهو ثاني طراز لكزس يتم بناؤه على منصة GA-L، بعدَ LC grand Tourer. ويُطلق عليها إل إس 500 (VXFA50 / 55)، وهي أول سيارة إل إس بمحرك "V35A-FTS V35" سعة 3.4 لتر V6 مزدوج التوربو ينتج 415 حصان (309 كـو) وعزم دوران يبلغ 600 ن·م (440 رطل·قدم)، وله قاعدة عجلات 34 مـم (1.3 بوصة) أطول من الموديل السابق ذي قاعدة العجلات الطويلة، إل إس 460L‏. وارتفاعها أقل بـ 15 مـم (0.6 بوصة)، وغطاء محرك السيارة أقل ب 30 مـم (1.2 بوصة) وصندوق الأمتعة أقل بـ 40 مـم (1.6 بوصة).
كانَ الجيل الخامس إل إس هي أول سيارة لكزس سيدان تتميز بتصميم نافذة سداسية الجوانب، بينما تتكامل النوافذ ذات السطح المتدفق بسلاسة مع الأعمدة. وذلك في إطار جهود الشركة للتوفيق بين هدفين متضاربين، وبها مساحة كافية للرأس مع خط سقف منخفض، وتستخدم إل إس الجديدة فتحة سقف بانورامية من النوع المنزلق الخارجي بدلاً من العنصر التقليديّ المتراجع داخليًا.
يتميز الجيل الخامس من إل إس أيضًا بصوت Mark Levinson ثلاثي الأبعاد مع مكبرات صوت في السقف، ويُقال إن الجيل التالي من واجهة المعلومات والترفيه التي تعمل باللمس عن بُعد وَالتي تُسمى Lexus Enform، مصممة لتقليد تشغيل الهاتف الذكي، مع دعم الإدخال المكتوب بخط اليد. بجانب شاشة ملاحة بقياس 12.3 بوصة (أو 24 بوصة اختيارية) وشاشة عرض السائق ملونة هود HUD، وقد أُطلق الجيل الخامس في اليابان في 18 ديسمبر 2017 وعالميًا في الربع الأول من عام 2018.
تستخدم إل إس 500h ‏(GVF50/55) النظام الهجين متعدد المراحل الذي ظهر لأول مرَّة في إل إس 500h التي تستخدم بطارية ليثيوم أيون بدلاً من بطارية هيدريد معدن النيكل (NiMH) المُستخدمة في إل إس 600h السابقة.
تم تجهيز نظام السلامة لكزس + 2.0 كمعيار قياسي في إل إس، وقدمت حزمة السلامة المتقدّمة المُتوفرة CoDrive وَالتي تساعد في توجيه السيارة بفعالية في حالة اكتشافها لأحد المشاة.
كشفت لكزس في معرض شنتشن وهونغ كونغ وماكاو الدوليّ للسيّارات لعام 2017 النقاب عن سيارة إل إس 350 (GSF50) الصينية، وَالتي تستخدم محرك "2GR-FKS" V6 يستنشق بشكل طبيعي من لكزس جي إس، ينتج 318 حصان (237 كـو) و380 ن·م (280 رطل·قدم) من عزم الدوران. وتستخدم موديلات هونج كونج محرك "8GR-FKS" ينتج 311 حصان (232 كـو) و380 ن·م (280 رطل·قدم) من عزم الدوران.

### 2020 إلى الوقت الحاضر
تلقى الجيل الخامس من إل إس عملية تجميل في عام 2020 لطراز عام 2021. حيثُ أجريت تحسينات ملحوظة في عدَّة مجالات من السيارة، فأجرين تحسينات لنظام التعليق لتحسين جودة الركوب والتعامل والدخول أو الخروج من السيارة. ويتميَّز محرك إل إس 500 سداسي الأسطوانات بسعة 3.5 لتر بتصميم مكبس محدث يهدف إلى خفض الانبعاثات وتقليل الضوضاء والاهتزاز والخشونة عندما يكون المحرك باردًا، بينما تلقى البديل الهجين العديد من ترقيات الأجهزة والبرامج لتحسين تسارع السيارة. وتمَّ تحسين المقصورة الداخليَّة لطراز إل إس بمقاعد معدلة ونقاط لمس ومرآة رؤية خلفية عالية الدقة وخيارات جلدية محدثة، يستخدم إل إس المحسن نظام معلومات ترفيهي بشاشة تعمل باللمس مقاس 12.3 بوصة  تم تجهيز جميع فئات 2021 إل إس بنظام سلامة لكزس + 2.0 وتلقت عددًا من التحديثات مثل مساعد تغيير المسار ومساعد التوجيه النشط. وتشمل التحديثات الخارجيَّة واجهة أمامية معدلة، ومدخل للرادياتير، ومصابيح أمامية، ومصابيح خلفية وخيارات ألوان محدثة.

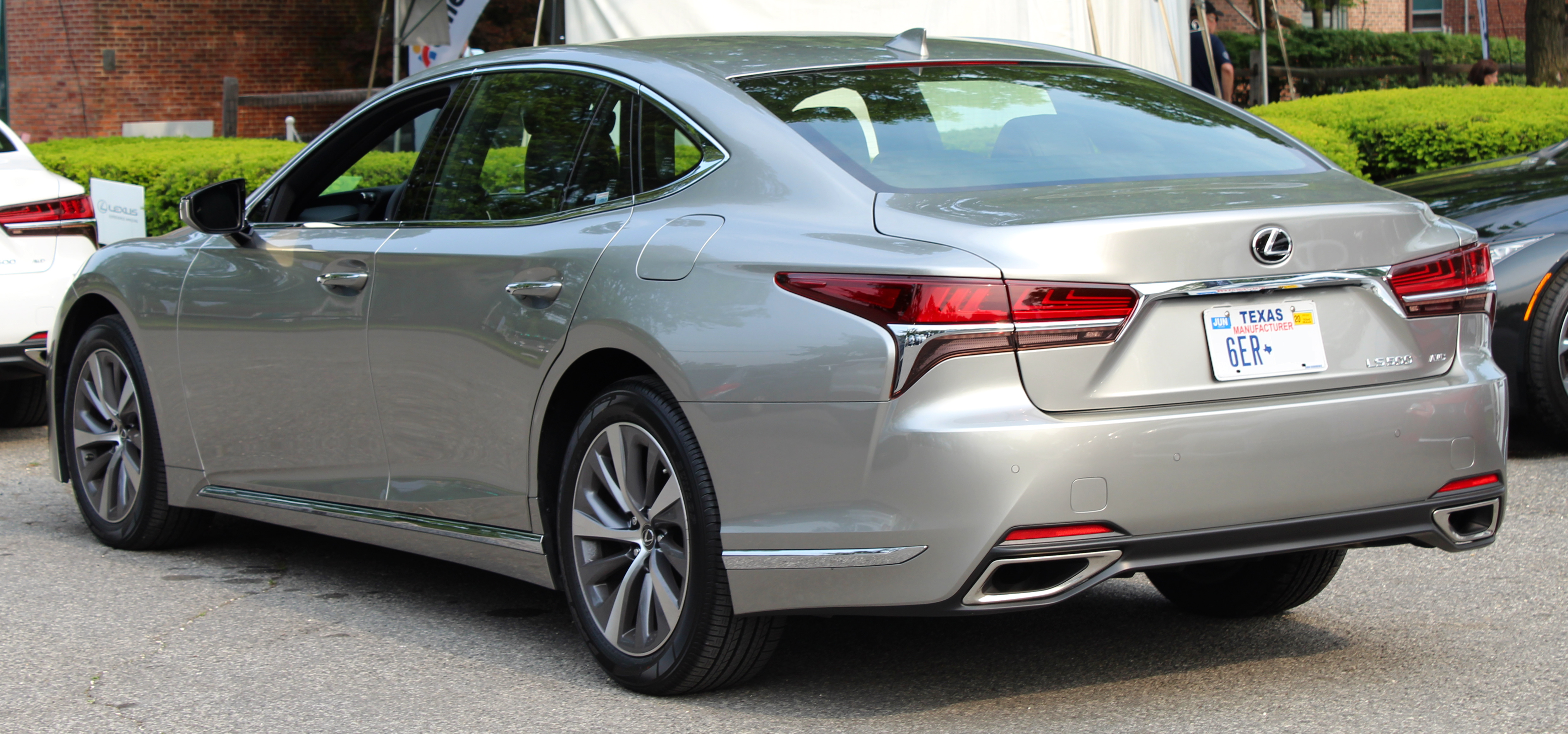
لكزس 2018 إل إس 500 (ما قبل التجميل)
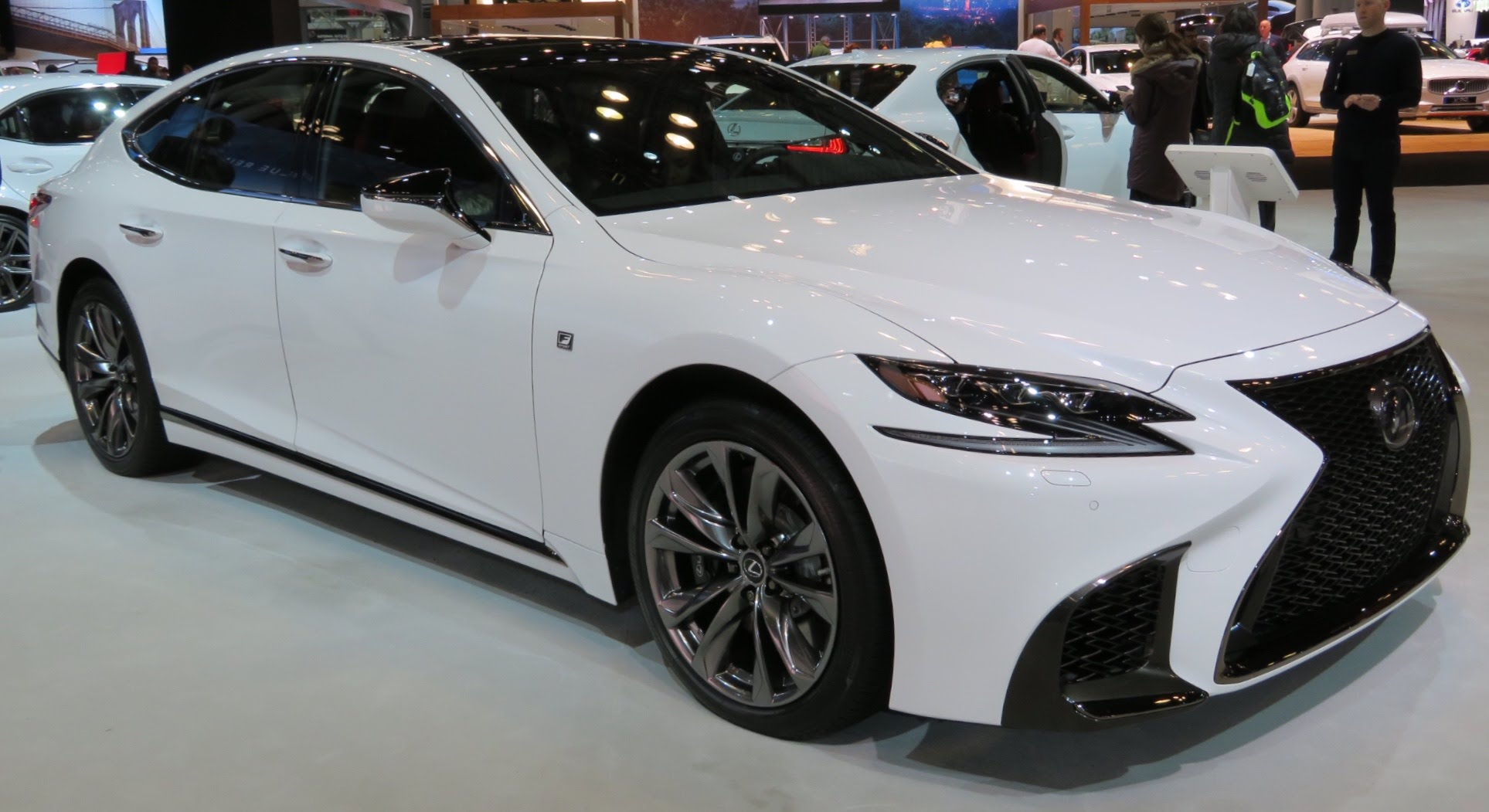
لكزس 2018 إل إس 500 F سبورت (ما قبل التجميل)
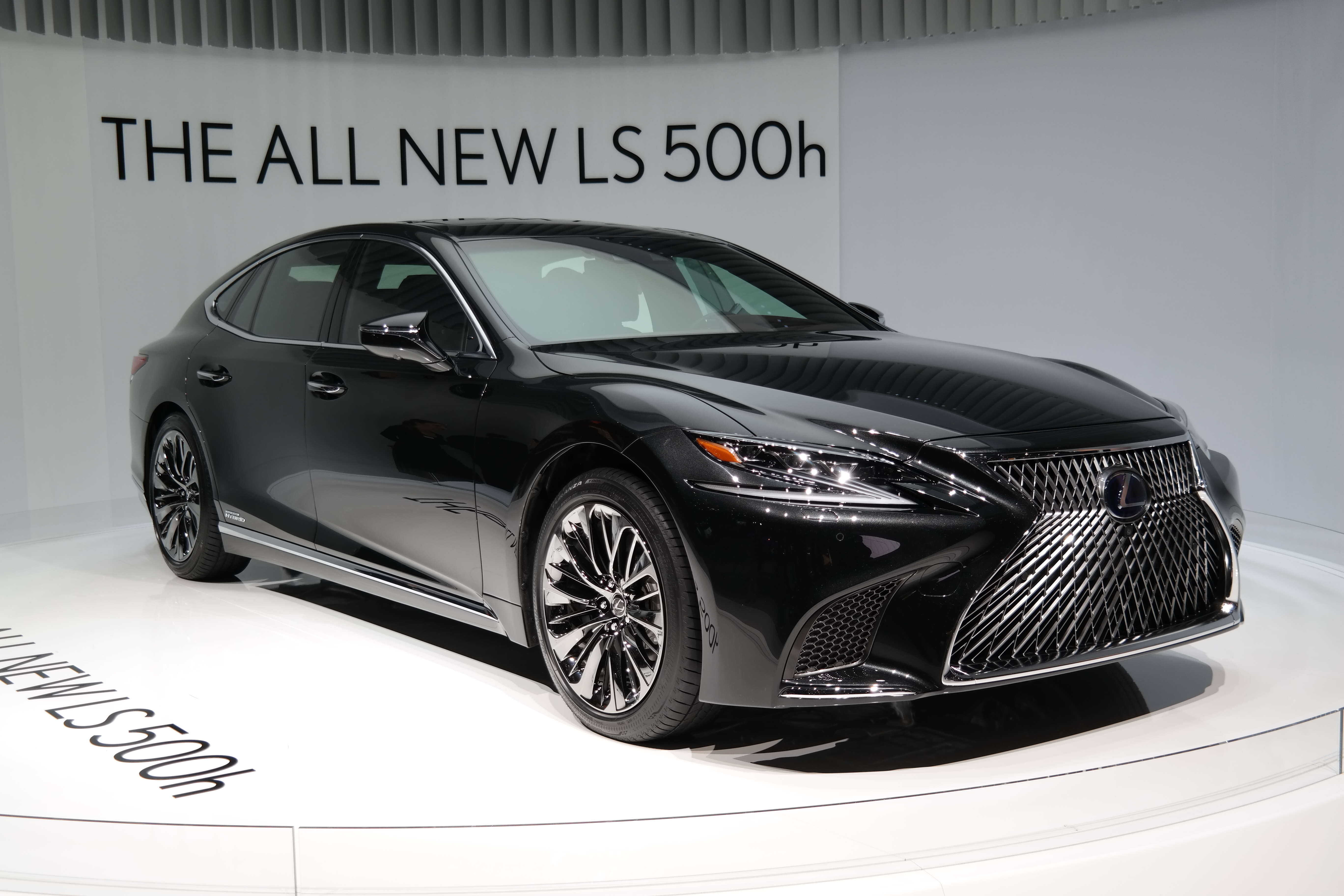
لكزس 2018 إل إس 500h ‏(GVF50، شد الوجه)
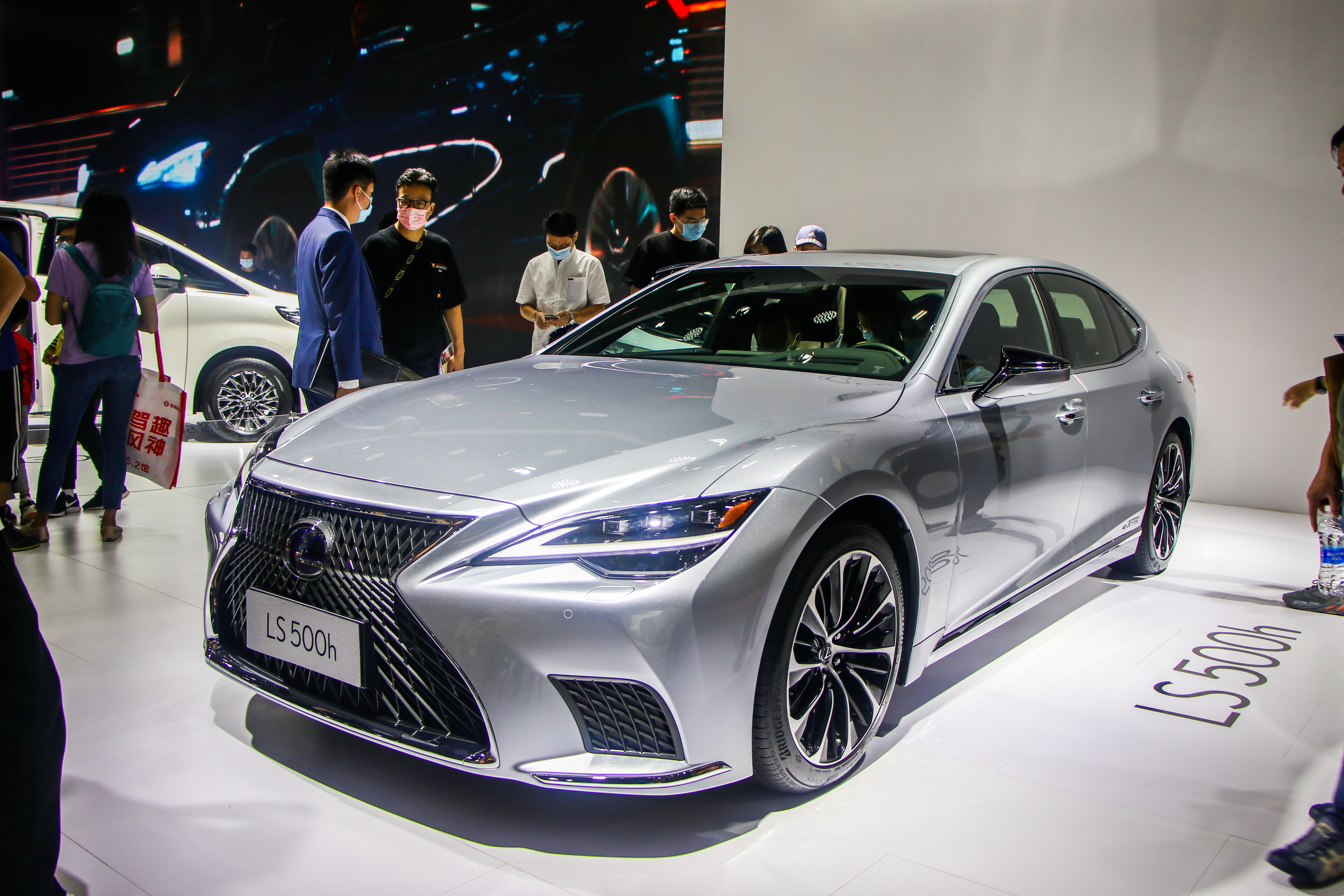
لكزس 2021 إل إس 500h ‏(GVF50، تجميل)
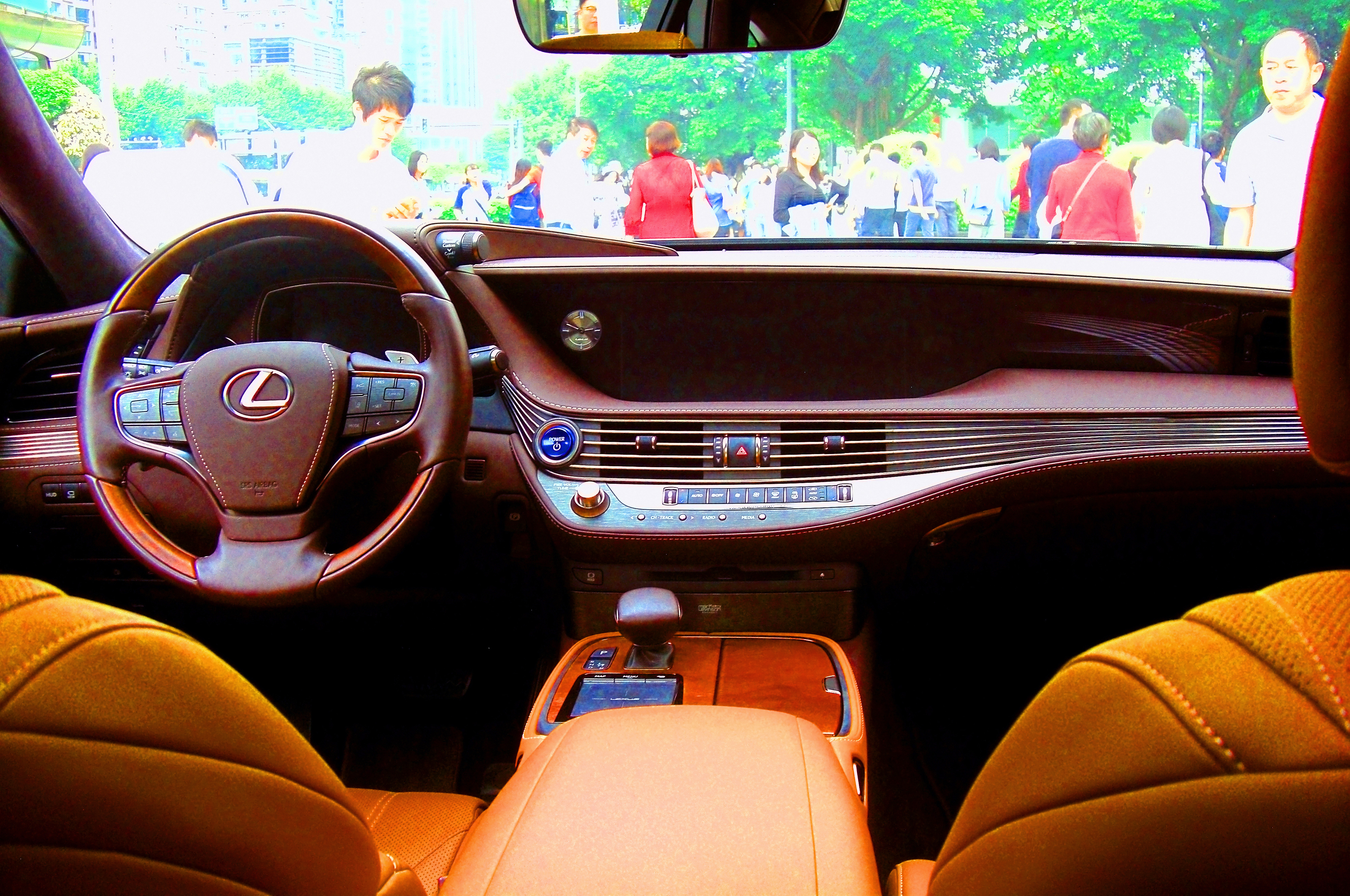
داخل السيارة
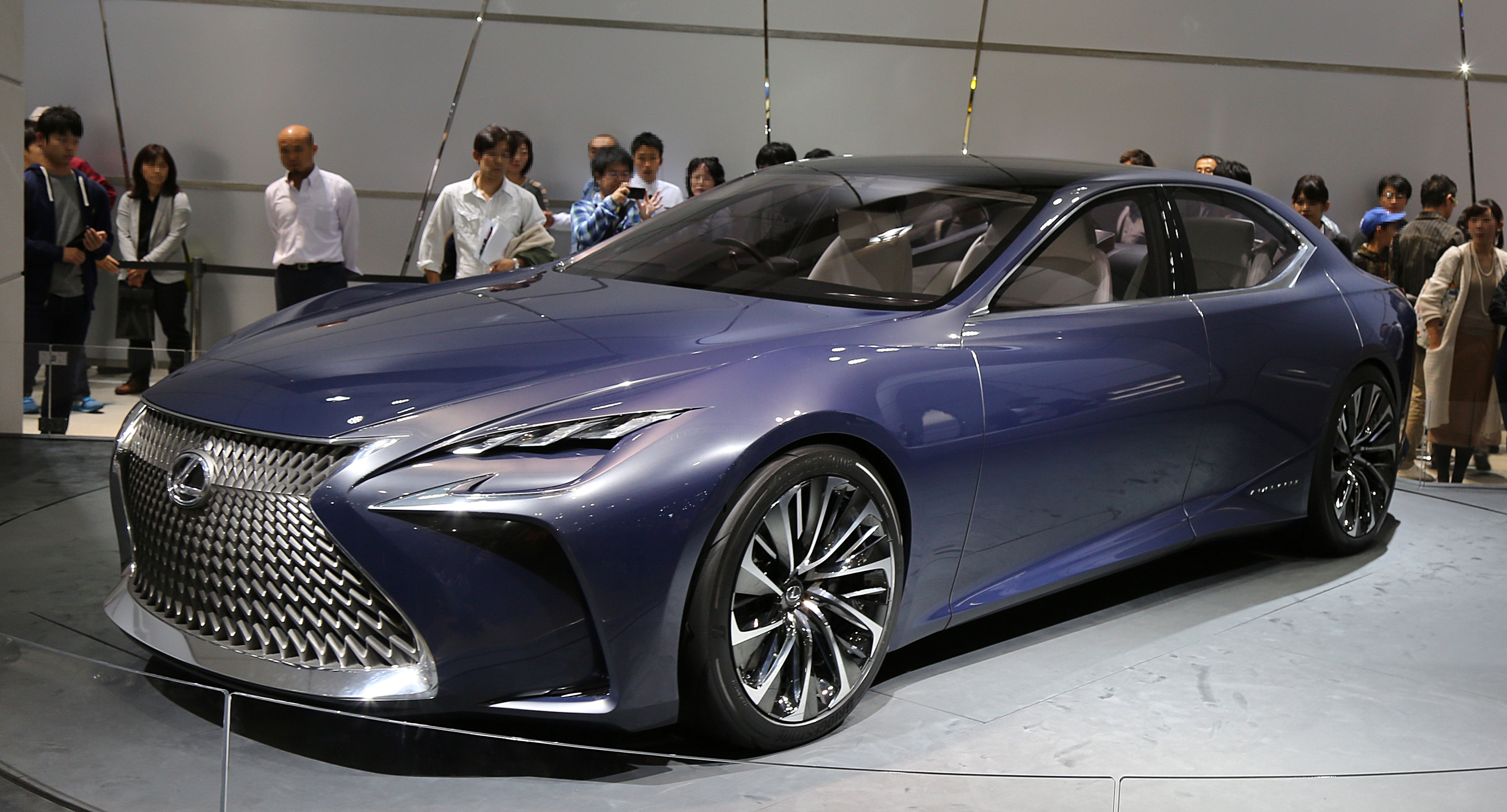
لكزس LF-FC في معرض طوكيو للسيارات  [لغات أخرى]‏ 2015

## التصنيع

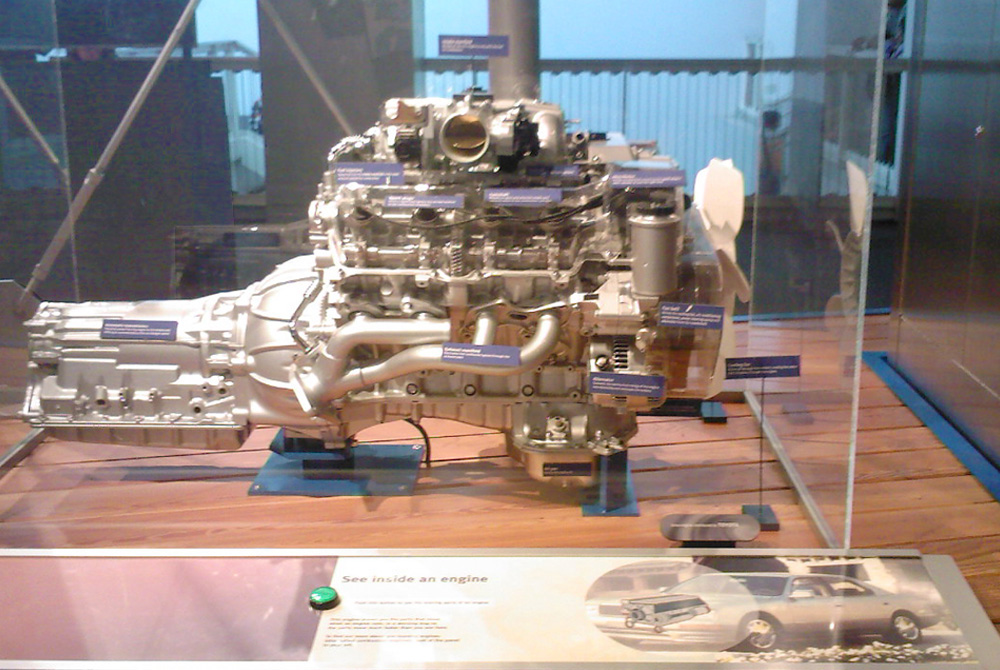
معرض محرك لكزس إل إس UZ V8 في مركز كاليفورنيا للعلوم

يتم إنتاج لكزس إل إس باستمرارٍ منذُ عام 1989 على خطوط تجميع مخصصة في مصنع تاهارا الرائد التابع لشركة تويوتا،  والواقع في مدينة تاهارا بمحافظة أيتشي، منطقة تشوبو، جنوب غرب ناغويا. وتظل تاهارا موقع الإنتاج الوحيد، بعدَ أن افتتحت خطها الجديد رقم أربعة خصيصًا لتجميع إل إس 400 الأصلية.
طور مصنع تاهارا قوالب جديدة وتقنيَّات تجميع محسنة لسيارة لكزس إل إس،  ووضع إجراءات تهدف إلى زيادة دقة ملاءمة السيارة السيدان وتشطيبها. وأصبحت إل إس 400 عام 1989 أول سيارة إنتاج تتلقى لحام ليزر واسع النطاق،  ممَّا سمح بلحام صلب غير ملحوم. وتمَّ تطوير مكبس كبير للصفائح المعدنية لتقليل فجوات الألواح أو القضاء عليها عن طريق ختم أقسام كبيرة كاملة بدلاً من كلّ واحدة. وتمَّ أيضًا تحميل الأجزاء المثبتة بشكلٍ منفصل، مثل المصابيح الخارجية، بنابض لتناسب أكثر إحكامًا. وفي إل إس 400 قلل المُهندسون فجوات لوحة الأبواب في النصف مقارنة بالمركبات التي تحمل علامة تويوتا التجارية، من 7 لتصل إلى 4 مـم (0.16 بوصة)، وتمَّ زيادة هوامش القياس عشرة أضعاف لتصل إلى 0.001 مـم (3.9×10−5 بوصة) في إل إس 430. عندما تحول الإنتاج إلى إل إس 460، تضاعف عدد اللحامات بالليزر.
على الرغم من أتمتة تاهارا واسعة النطاق، فإنَّ إنتاج لكزس إل إس يتضمن موظفين متخصصين مكلفين بنقاط الإنتاج الرئيسية، مثل اختبار محرك V8 لكل مركبة عبر مقياس الديناميكية وسماعة الطبيب للمعايرة قبل التثبيت. ويتمّ طلاء إل إس 460 بالرمل اليدوي، وتُعتمد معايير إنتاج لكزس إل إس من قبل الشركة المصنعة للمركّبات الأخرى؛ وفي عام 2007 استخدم تجميع سيارات تويوتا كورولا الاقتصاديَّة نفس قياسات فجوة اللوحة كما فعلت إل إس 400 قبل ثمانية عشر عامًا.

## الأهمية الصناعيّة

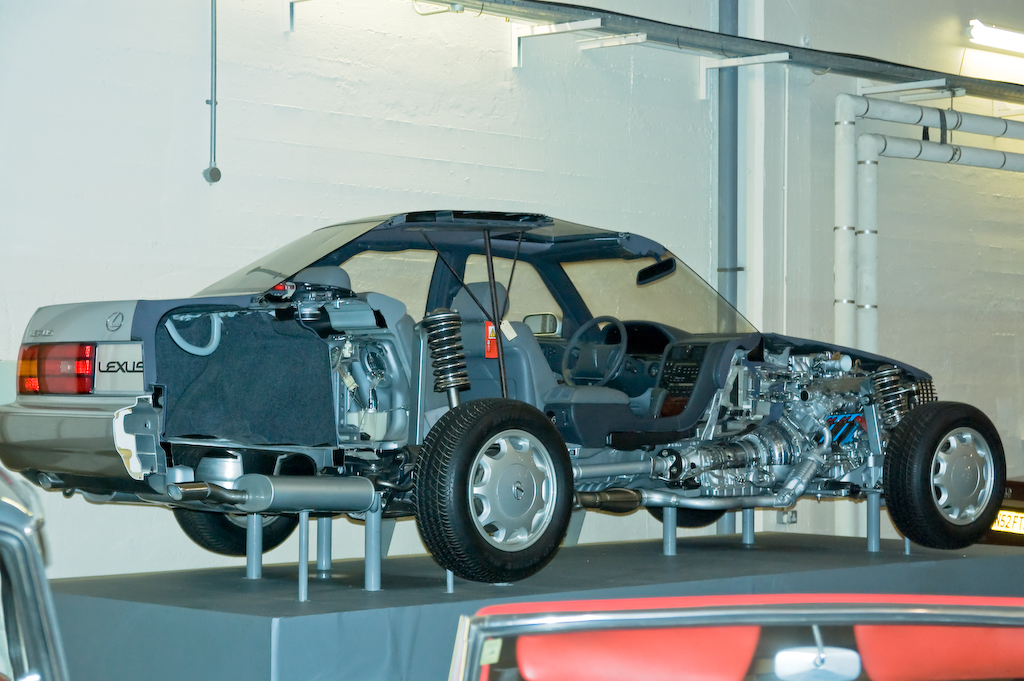
نموذج إل إس 400 يعرض البناء الداخلي في رورتون.

كانت لكزس إل إس علامة دخول ناجحة لمصنع ياباني في ساحة الفخامة المرموقة، بعدَ أول أسطورة هوندا أكورا، وهي سوق طالما هيمنت عليها العلّامات التجاريَّة الأوروبيَّة والأمريكية، وبحلول عام 1991 كانَ طراز إل إس 400 الأكثر مبيعًا،  حيثُ تجاوزت لكزس مبيعات مرسيدس-بنز وبي إم دبليو في إجمالي المبيعات الأمريكية،  وفي عام 2000 تجاوزت كاديلاك كرائد مبيعات الرفاهيَّة في أكبر سوق للسيارات. واستجابت الشركات المصنعة المُنافسة بأسعار منخفضة وميزات إضافية. وعلى وجَّه الخصوص أعادت مرسيدس-بنز تنظيم عملياتها، وتحوّلت إلى عملية التكلفة المُستهدفة المشابِهة لأساليب إنتاج لكزس،  وخفضت الأسعار الأساسيَّة المُنافسة للولايات المتَّحدة بنحو 10 بالمائة. لمنافسة إل إس 400،  وتمَّ التعجيل بالميزات الإضافيَّة لإطلاق مرسيدس بنز الفئة- S طراز 1991 (مرسيدس بنز دبليو 140)، ممَّا تسبب في تجاوزات في الميزانية وتكلف وظيفة كبير مهندسي دايملر بنز، وولفجانج بيتر. حيثُ ذهب ما يقرب من 5% من مبيعات 1989 إل إس 400 إلى مشترين وظفتهم الشركات المصنعة المنافسة، بما في ذلك جنرال موتورز وشركة فورد وكرايسلر. وعندما تم تفكيك إل إس 400 للتحليل الهندسي، خلص مهندسو كاديلاك إلى أنَّه لا يُمكن بناءً السيارة بِاستخدام أساليب جنرال موتورز الحالية. فيمَا لاحظت منشورات الصناعة ثغرات لوحة إل إس 400 الدقيقة، وأصبح الموضوع معيار تقييمٍ مشترك في اختباراتٍ الطريق. وتمَّ استخدام مستوى الضوضاء الداخليَّة في إل إس 430 لاحقًا من قبل الشركات المُنافسة كمقياس لهدوء المقصورة.
وفقًا لمراقبي الصناعة فإنَّ إنتاج سيارة لكزس إل إس أعاد تشكيل صورة تويوتا من صورة الشركة المصنعة لـ "econobox" إلى صانع السيَّارات القياسية. وكان هذا على النقيض من تنبؤات المنتقدين الأوائل، بما في ذلك الشركات المصنعة المُنافسة التي رفضت تويوتا باعْتِبارها غير قادرة على إنتاج سيارة فاخرة تنافسية. وحقق المُعاصرون اليابانيون من الأقسام الفاخرة لهوندا (أكورا) ونيسان (إنفينيتي) درجات متفاوتة من النجاح. ودخلت هوندا في مشروع مشترك مع مجموعة أوستن روفر البريطانيَّة في نوفمبر 1981، وأطلقت مشروع XX مع خطاب نوايا أوستن روفر-هوندا XX لاستبدال روفر SD1 بروفر 800 لتوفير سيارة سيدان فاخرة متوسطة الحجم تعمل بمحرك V6 هوندا تُسمى هوندا ليجند. وَالتي تم تسويقها باسمِ أكيورا ليجند في الولايات المتحدة، وقد بِيعَت السيدان بشكلٍ جيد في البداية، لكنّ أداء الطرازات اللاحقة (التي أعيدت تسميتها Acura RL) كانَ أقل من التوقعات.
أطلقت نيسان إنفينيتي Q45 التي تعمل بمحرك V8 في ديسمبر 1989، وتنافست بشكلٍ وثيق مع إل إس 400 من حيثُ المواصفات والسعر،  لكنّّها لم تنجح في المبيعات ويعودَ ذلك إلى التصميم والتسويق غير التقليدي، ممَّا أدَّى إلى توقفها في عام 2006. وأصبح نجاح لكزس إل إس حالة اختبار للشركات المصنعة الرئيسيَّة التي تستهدف القطاعات الراقية. من خِلال الاستثمار في علامة تجاريَّة منفصلة، تمكَّنت تويوتا من تجنب وصمة العار المُرتبطة بفرض أسعار مميزة لعلامة تجاريَّة في السوق الشامل. وأدى تأثير إل إس 400 على صناعة السيَّارات إلى قيام مجلّة "Automobile" بإضافة السيارة السيدان إلى قائمة «أهم 24 سيارة في القرن العشرين» في عام 1996.

## المبيعات والإنتاج
كانت سيارة لكزس إل إس سيدان الفخمة الأكثر مبيعًا في أكبر أسواقها الولايات المتحدة لمدَّة 15 عامًا بعدَ سنتان من ظهورها لأول مرة. وفي اليابان ثاني أكبر سوق لسيارات لكزس إل إس اجتذب إدخال سيارة 2007 إل إس 460 طلبات مسبقة بلغت 12000 طلب وواصلت لكزس إل إس بيعها بنجاح في فئتها. وبعد طرح إل إس 460 وإطلاق لكزس العالميّ الموسع في عام 2007،  جاءت مبيعات سيارة لكزس الرئيسيَّة بشكلٍ متزايد من خارج الولايات المتحدة، وبحلول عام 2007 احتَّلت لكزس إل إس المرتبة الثانيَّة عالميًا في المبيعات الرئيسية، بعدَ 85500 وحدة من مرسيدس-بنز الفئة- إس، حيثُ تم بيع 71760 سيارة لكزس إل إس سيدان في جميع أنحاءِ العالم،  وكان أكثر من نصفها خارج السوق الأمريكية. في عام 2008 انخفضت مبيعات الولايات المتَّحدة بنسبة 42٪ وسط الركود في أواخر العقد الأول من القرن الحادي والعشرين، ممَّا يعكس التراجع العام في سوق السيَّارات الفاخرة.
لم يكن السوق الأوروبيّ جيداً، حيثُ تعاني لكزس من صغر حجم التعرف على العلامة التجاريَّة والصورة وشبكة الوكلاء الأقل تطورًا،  واحتلت لكزس إل إس مرتبة متأخرة عن جاكوار ومرسيدس بنز وأودي وبي إم دبليو في مبيعات السيَّارات الفاخرة الرائدة. وأقترح محللوا السيَّارات وجود سبب منطقي محتمل لتفاوت المبيعات، حيثُ يضع المشترون الأورُوبيّونَ تركيزًا أقل على موثوقية السيارة ولديهم ولاء أكبر للعلامة التجارية للماركات المحليَّة الراسخة. وفي المقابل احتَّلت لكزس إل إس المرتبة الثانيَّة في مبيعات مرسيدس-بنز الفئة- إس في الأسواق خارج أوروبا مثل جنوب إفريقيا.
| السنة | المبيعات         | المبيعات | الصادرات‡ |
| السنة | الولايات المتحدة | العالم   | الصادرات‡ |
| ----- | ---------------- | -------- | --------- |
| 1989  | 11,574           |          |           |
| 1990  | 42,806           |          | 41,901    |
| 1991  | 36,955           |          | 41,228    |
| 1992  | 32,561           |          | 32,472    |
| 1993  | 23,783           |          | 28,187    |
| 1994  | 22,443           |          | 21,390    |
| 1995  | 23,657           |          | 22,433    |
| 1996  | 22,237           |          | 22,810    |
| 1997  | 19,618           |          | 17,782    |
| 1998  | 20,790           |          | 22,730    |
| 1999  | 16,357           |          | 17,198    |
| 2000  | 15,871           |          | 11,098    |
| 2001  | 31,110           |          | 31,473    |
| 2002  | 26,261           |          | 27,033    |
| 2003  | 23,895           |          | 21,461    |
| 2004  | 32,272           |          | 31,697    |
| 2005  | 26,043           |          | 28,902    |
| 2006  | 19,546           | 34,833   | 30,908‡   |
| 2007  | 35,226           | 71,760   | 72,279‡   |
| 2008  | 20,255           |          | 31,823‡   |
| 2009  | 11,334           |          | 18,369‡   |
| 2010  | 12,275           |          |           |
| 2011  | 9,568            |          |           |
| 2012  | 8,345            | 17,578‡  |           |
| 2013  | 10,727           |          |           |
| 2014  | 8,559            |          |           |
| 2015  | 7,165            |          |           |
| 2016  | 5,514            |          |           |
| 2017  | 4,094            |          |           |
| 2018  | 9,302            |          |           |
| 2019  | 5,528            |          |           |

## المواصفات الفنية
| مواصفات نظام الدفع حسب الجيل | مواصفات نظام الدفع حسب الجيل                              | مواصفات نظام الدفع حسب الجيل                              | مواصفات نظام الدفع حسب الجيل                              | مواصفات نظام الدفع حسب الجيل                              | مواصفات نظام الدفع حسب الجيل                                                                                        | مواصفات نظام الدفع حسب الجيل                              | مواصفات نظام الدفع حسب الجيل                                     |
|                              | 1989-1994                                                 | 1994-1997                                                 | 1997-2000                                                 | 2000-2006                                                 | 2006-2017 | 2007-2017                                                 | 2017 فصاعدًا                                                      |
| ---------------------------- | --------------------------------------------------------- | --------------------------------------------------------- | --------------------------------------------------------- | --------------------------------------------------------- | --- | --------------------------------------------------------- | ---------------------------------------------------------------- |
| محرك                         | 4.0 L V8                                                  | 4.0 L V8                                                  | 4.0 L V8                                                  | 4.3 L V8                                                  | 4.6 L V8 | 5.0 هجين L V8                                             | 3.5 L V6 توين تيربو                                              |
| التروس                       | 4                                                         | 4                                                         | 5                                                         | 5-6                                                       | 8 | CVT                                                       | 10                                                               |
| قوة                          | 250 حصان (186 كـو)                                        | 260 حصان (194 كـو)                                        | 290 حصان (216 كـو)                                        | 290 حصان (216 كـو)                                        | 342 حصان (255 كـو) 386 حصان (288 كـو)                                                                               | 438 حصان (327 كـو)                                        | 415 حصان (309 كـو)                                               |
| عزم الدوران                  | 353 نيوتن لكل متر (260 قدم·رطلق) عند 4400 دورة في الدقيقة | 366 نيوتن لكل متر (270 قدم·رطلق) عند 4500 دورة في الدقيقة | 407 نيوتن لكل متر (300 قدم·رطلق) عند 4000 دورة في الدقيقة | 434 نيوتن لكل متر (320 قدم·رطلق) عند 3400 دورة في الدقيقة | 500 نيوتن لكل متر (370 قدم·رطلق) عند 4100 دورة في الدقيقة 498 نيوتن لكل متر (367 قدم·رطلق) عند 4100 دورة في الدقيقة | 520 نيوتن لكل متر (380 قدم·رطلق) عند 4000 دورة في الدقيقة | 600 نيوتن لكل متر (443 رطلق·قدم) عند 1،600-4،800 دورة في الدقيقة |

| تكوينات النموذج حسب المنطقة | تكوينات النموذج حسب المنطقة | تكوينات النموذج حسب المنطقة | تكوينات النموذج حسب المنطقة | تكوينات النموذج حسب المنطقة | تكوينات النموذج حسب المنطقة   | تكوينات النموذج حسب المنطقة | تكوينات النموذج حسب المنطقة                                   |
| كود الهيكل                  | رقم الموديل                 | سنة الموديل                 | القيادة                     | الناقل                      | نوعِ المحرك                    | كود المحرك                  | المنطقة                                                       |
| --------------------------- | --------------------------- | --------------------------- | --------------------------- | --------------------------- | ----------------------------- | --------------------------- | ------------------------------------------------------------- |
| USF40                       | إل إس 460                   | 2007–2017                   | RWD/AWD                     | 8 سرعات automatic           | 4.6 L petrol V8               | "1UR-FSE"                   | الولايات المتحدة، كندا، اليابان، أوروبا، الشرق الأوسط (2011–) |
| USF40                       | إل إس 460                   | 2007–2017                   | RWD/AWD                     | 8 سرعات automatic           | 4.6 L petrol V8               | "1UR-FE"                    | الشرق الأوسط (2007–2010)                                      |
| USF41                       | إل إس 460 L                 | 2007–2017                   | RWD/AWD                     | 8 سرعات automatic           | 4.6 L petrol V8               | "1UR-FSE"                   | الولايات المتحدة، كندا، اليابان، الشرق الأوسط (2011–)         |
| USF41                       | إل إس 460 L                 | 2007–2017                   | RWD/AWD                     | 8 سرعات automatic           | 4.6 L petrol V8               | "1UR-FE"                    | الشرق الأوسط (2007–2010)                                      |
| UVF45                       | إل إس 600h                  | 2008–2017                   | AWD                         | CVT                         | 5.0 L مركبة كهربائية هجينة V8 | "2UR-FSE"                   | اليابان، أوروبا                                               |
| UVF46                       | إل إس 600h L                | 2008–2017                   | AWD                         | CVT                         | 5.0 L مركبة كهربائية هجينة V8 | "2UR-FSE"                   | الولايات المتحدة، كندا، اليابان، أوروبا، الشرق الأوسط (2010–) |

## الجوائز
حصلت لكزس إل إس على العديد من الجوائز منها جائزةً سيارة العام في العالم لكزس إل إس 2007، وأفضل سيارة دولية للعام، وسيارة العام الكندية (1991)،  وأفضلُ سيارة عجلات،  وتوب جير ليموزين السنة. وتُعتبر لكزس إل إس السيارة الفاخرة الأعلى تصنيفًا في «مجلّة السيارات»،  وجائزة السيارة والسائق،  وجائزة «تقارير المستهلك»،  و«فليت وورلد»،  وموتور ويك.
في دراسة طويلة المدى أعدها JD Power عن الاعتمادية على المركبات، كانت لكزس إل إس هي السيارة الأكثر موثوقية لخمسة عشر عامًا متتالية،  وأكثر السيَّارات المصنعة،  وتشمل جوائز السلامة جائزةً "Auto Bild" للابتكار لعام 2007 لنظام إل إس 460 لما قبل الاصطدام،  وتصنيفات متتالية للمركز الأول في "What Car؟" اختبار الأمان الفائق،  وKiplinger «الأفضل في السلامة للسيّارات 40.000 دولار وما فوق». وتتراوح الجوائز الفنية بين أفضل 10 محركات لـ Ward، 

في منشورات المستهلكين الأمريكيَّة تُعرف لكزس كواحدة من أكثر السيَّارات موثوقية على الإطلاق، بعدَ أن احتَّلت المرتبة الأولى في استبيان اعتماد المركّبات الأمريكيّ JD Power and Associates لخمسة عشر عامًا متتالية (1994-2009)، ومرة أُخرى في عام 2012،  والمركز الثالث في عام 2013،  والأول مرَّة أُخرى في عام 2014. وتجاوزت سيارة لكزس LS400 موديل 1996 المملوكة لصحفي سيارات مليون ميل على ما يعتقد أنَّه محركها الأصلي.